# イリヤ・レーピン
イリヤー・エフィーモヴィチ・レーピン（ロシア語: Илья́ Ефи́мович Ре́пин, ラテン文字転写: Ilya Yefimovich Repin, 1844年8月5日〈ユリウス暦7月24日〉 - 1930年9月29日）は、移動派を代表するロシア帝国の画家、彫刻家。
心理的洞察を持ち合わせた写実画によって名高く、いくつかの作品は既存の社会秩序の矛盾や階層間の緊張を露わにしている。社会的名士の肖像画を制作する一方、しばしば貧困や差別にあえぐ社会の最下層を題材として、数多くの作品を残した。

## 生涯と作品

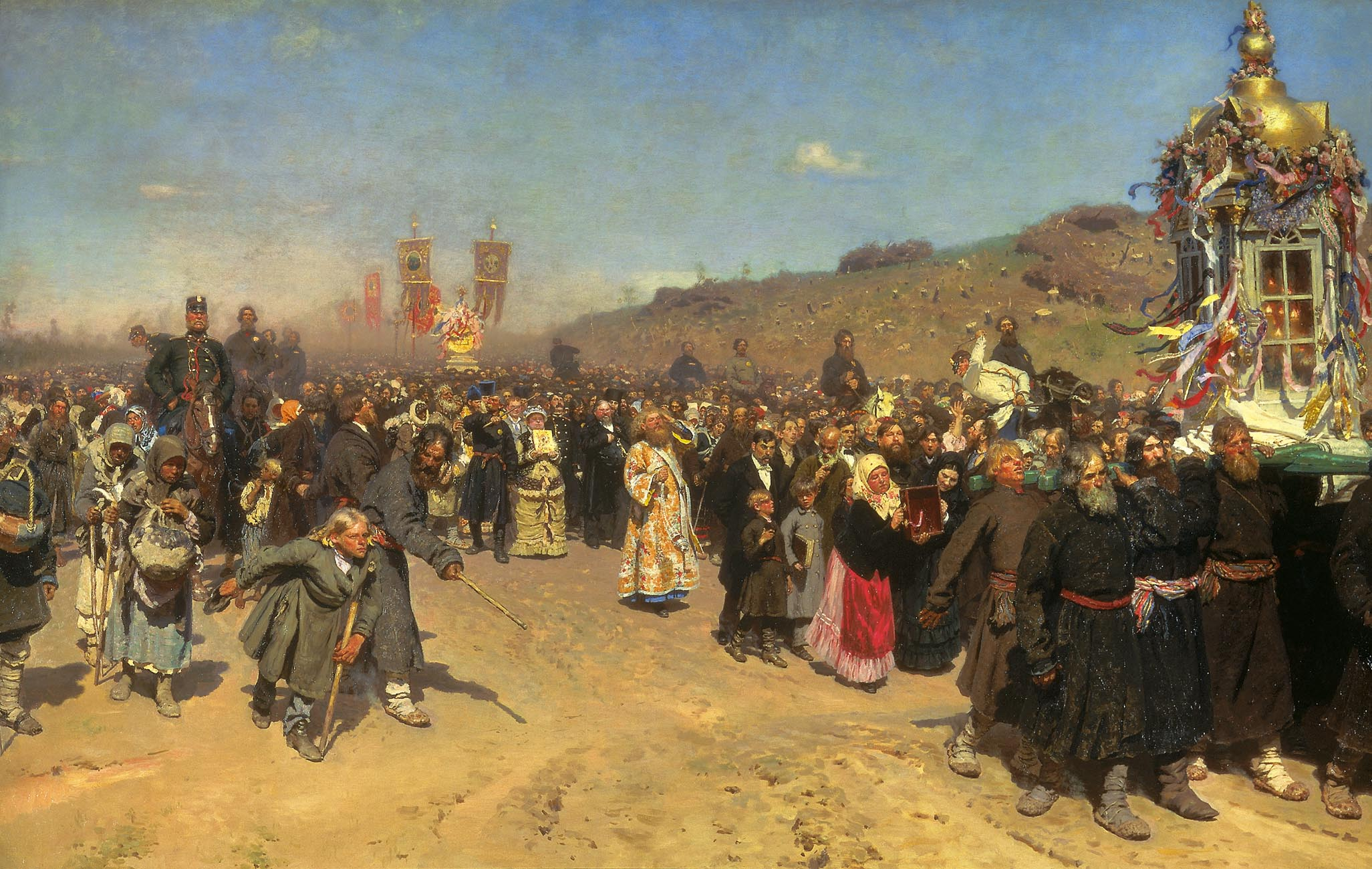
『クルスク県の復活大祭の十字行』（1880年～1883年） トレチャコフ美術館

レーピンはロシア帝国ハリコフ県時代のチュグエフで生を受けた。この地はハリコフの近郊であり、「スロボジャーンシュチナ（ウクライナ語：Слобожанщина）」と呼ばれたウクライナの歴史的地域の中心部であった。両親はロシア人入植者（いわゆる屯田兵）であるため、民族的にはウクライナ人でない。
1866年に、地元のイコン画家イワン・ブナコフの許で徒弟として修業を積み、肖像画の予備的な勉強をしてからサンクトペテルブルクに上京し、短期間ロシア帝国美術アカデミーへの入学を許可される。1873年から1876年までアカデミーの許可を得て、イタリアとパリに遊学。後者においてはフランス印象主義絵画に接触して、色と光の使い方に永続的な感化をこうむる。それでも依然としてレーピンの画風は、西欧の古い巨匠たち、ことにレンブラントのそれに近く、レーピン自身が印象派に属することはなかった。
自分と出自の同じ一般大衆に生涯を通じて注目し続け、しばしばウクライナやロシアの地方の庶民を描いたレーピンだが、後年になるとロシア帝国のエリートやインテリゲンチャ、ニコライ2世などの貴族・皇族らも描くようになった。レーピンの有名な肖像画として、アントン・ルビンシテインやモデスト・ムソルグスキー、レフ・トルストイ夫妻を描いたものが挙げられる。
美術アカデミーの卒業制作『Воскрешение дочери Иаира（ヤイロの娘の蘇生）』で大金賞を獲得したことから、学識を広げるために国からの奨学金を受けられる海外留学生Пенсионер (美術アカデミー)となった。この際、皇太子アレクサンドル・アレクサンドロヴイチ（後に皇帝アレクサンドル3世）から様々な条件が付けられた絵画制作依頼を受けたとされる。この依頼では、『海底の王国のサトコ』（1876）などが制作された。

### 移動派

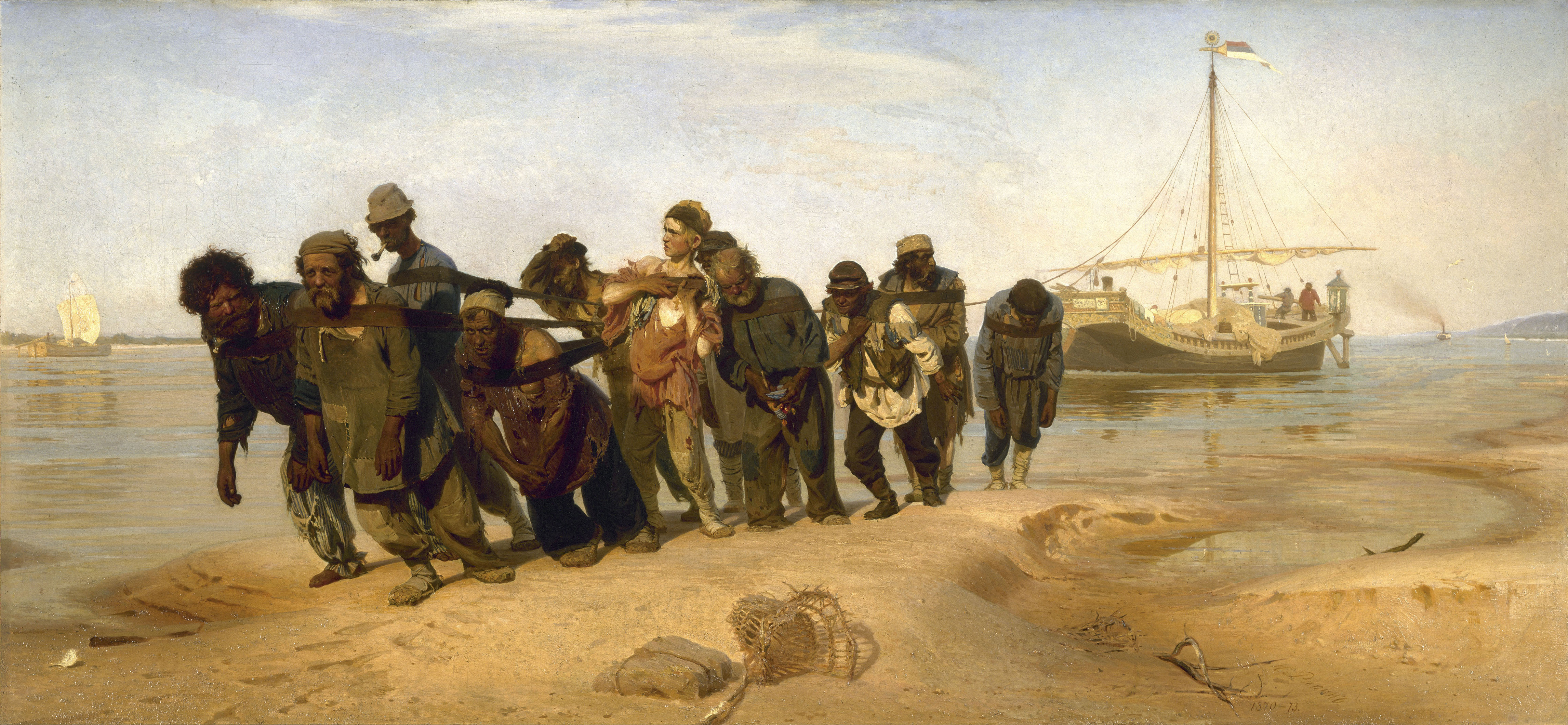
『ヴォルガの舟曳き』（1870年 - 1873年） ロシア美術館

留学から1年半後の1878年2月に自由思想の「巡廻美術展協会」（日本での通称は「移動派」）に入会。この団体は、レーピンが上京したころ官学のアカデミックな形式主義と闘ったグループであった。1870年代前半に制作した絵画『ヴォルガの舟曳き』を巡廻美術展に出品したことにより、レーピンの名声が確立する。この作品は、重労働に就く多くの貧民を描いたものであって、希望なきロシアの青年を描き出したものではない。1882年からはサンクトペテルブルクに住むようになるが、しばしばウクライナに帰郷し、機会を見て外国旅行にも赴いた。

### 風俗画と歴史画

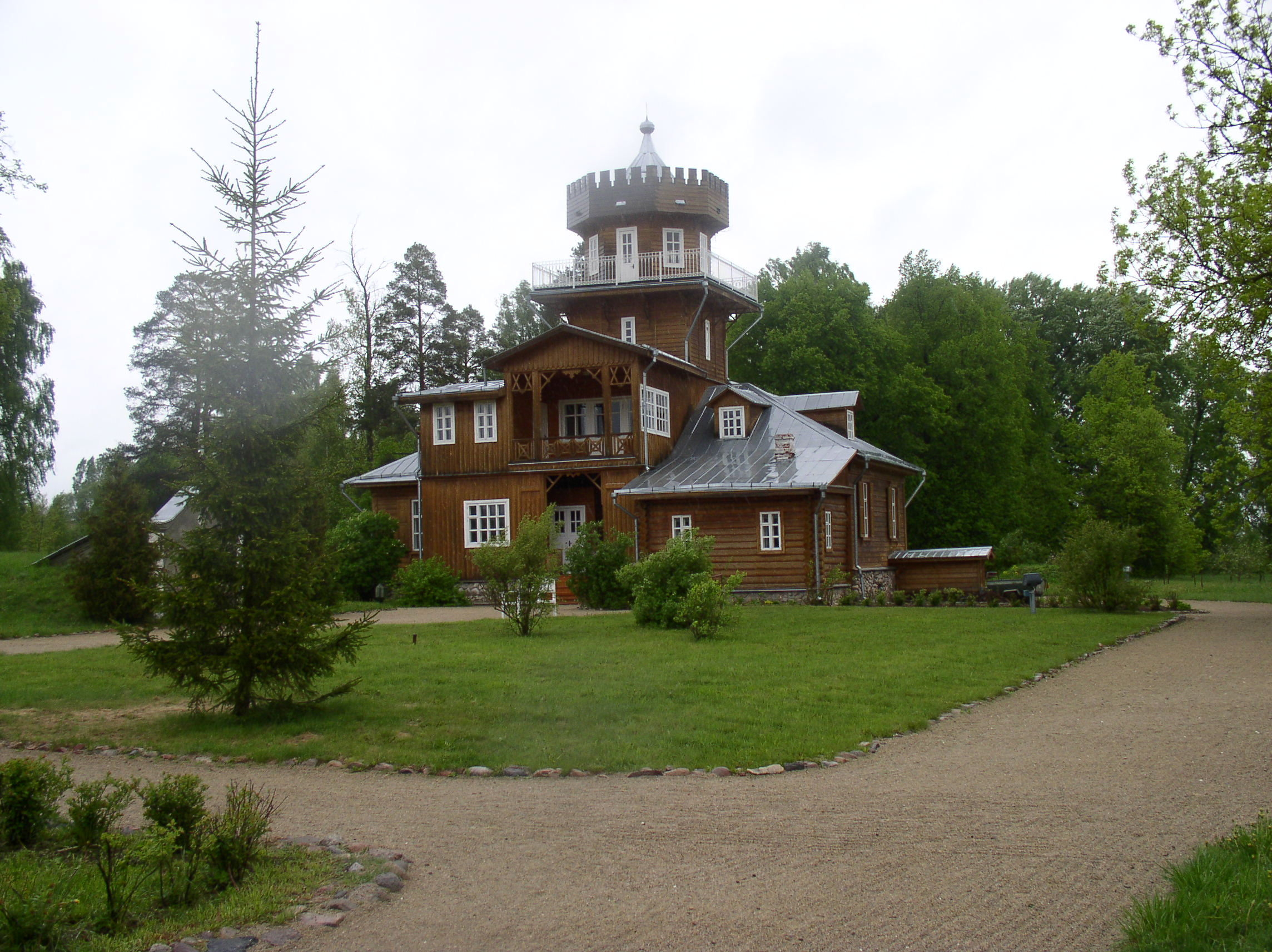
レーピンのカントリー・ハウス、ベラルーシ

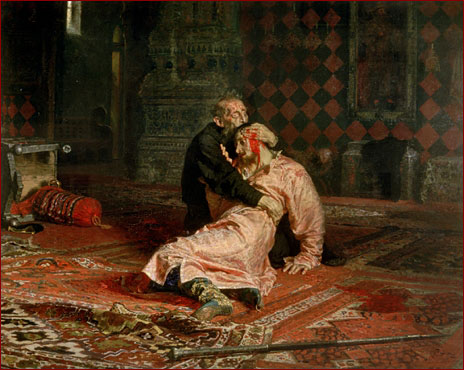
『イワン雷帝と皇子イワン』（1885年） トレチャコフ美術館
----2018年に来場した男が棒でたたいて作品に激しい損傷を与えた。1913年にもナイフで切りつけられている。

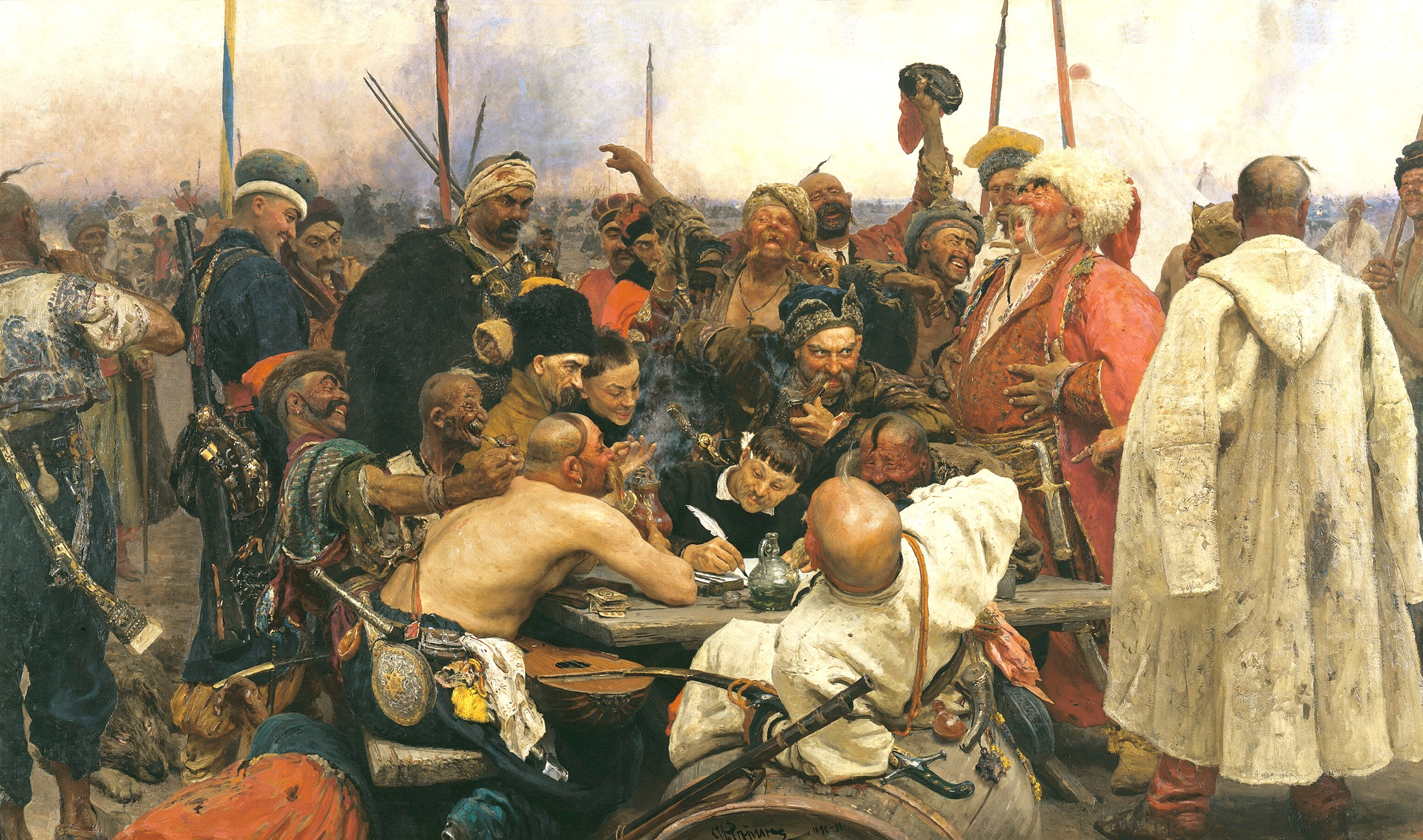
『トルコのスルタンへ手紙を書くザポロージャ・コサック』（1880年 - 1891年） ロシア美術館

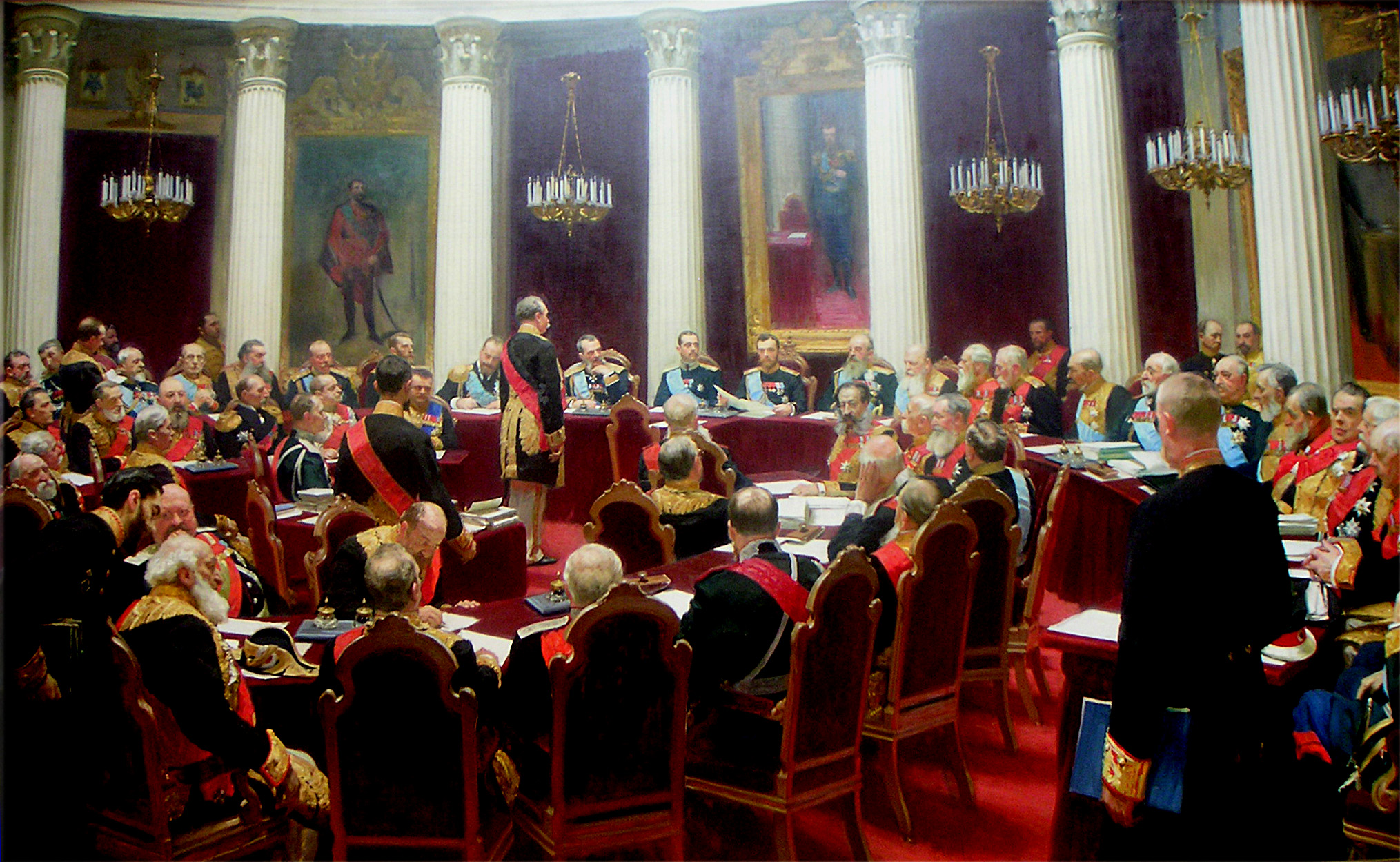
『1901年5月7日の国家評議会百周年記念祝典』 ロシア美術館

1881年、アレクサンドル2世が暗殺される直前に、レーピンはロシアの革命運動をテーマに扱う一連の絵画（『自白の拒否』『ナロードニキの逮捕』『思いがけなく』）に着手する。なかでも『思いがけなく』は、間違いなく革命を題材とする風俗画の傑作であり、絵の中の人物同士の対照的な気分と、民族的なモチーフとが混ぜ合わされている。
大作の『クルスク県の十字架行進』（1880年～1883年）は、一堂に会したさまざまな社会階層とその間の緊張した関係をひとつの伝統的宗教行事に託して描くとともに、緩慢にではあるがたゆまず続く前進というモチーフでまとめあげている。このことから本作は「ロシア民族様式」の祖型といわれることがある。
1885年には、心理的側面において最も強烈な絵画『イワン雷帝と皇子イワン』を完成させる。カンバスの中でイワン雷帝は、怒りを抑えきれずに息子を殴って深手を負わせてから正気に戻り、死にゆく息子を抱き締めつつ恐れ慄いている。怯えきったイワン雷帝の横顔は、力ない息子の横顔と対比をなしている。
レーピンの最も手の込んだ絵画は、『トルコのスルタンへ手紙を書くザポロージャ・コサック』であり、服従を迫るスルタンに対しコサックたちが嘲弄に満ちた返書をしたためる、という伝説的場面が主題である。この作品は完成までに実に長い歳月を要した。本作のそもそものコンセプトは「さまざまな笑顔の見本」であったが、レーピンはまたこの画題のなかに自由・平等・博愛の理念が内包されているとも考えていた。彼はウクライナ・コサックたちの共和主義の理想を描こうとしたのである。1870年代の末に着手され、ようやく1891年になって完成したが、皮肉にも、完成後すぐにツァーリによって買い上げられた。代金は3万5千ルーブルであった。この数字は、それまでロシアの絵画に対して支払われたうちの最高額だった。
成熟期のレーピンは数多くの著名人の同胞を描いており、レフ・トルストイやドミトリー・メンデレーエフ、将校ポベドノスツェフ、慈善事業家パーヴェル・トレチャコフ、ウクライナの詩人タラス・シェフチェンコらを描いた。1881年には、ウラディーミル・スターソフの要請もあって、死が間近に迫っていたモデスト・ムソルグスキーの肖像を描いており、ムソルグスキーの死後、その肖像画を売ってムソルグスキーをアレクサンドル・ネフスキー寺院に埋葬する費用にあてたという。1889年には、作曲家のアレクサンドル・グラズノフから、管弦楽曲《東洋風狂詩曲》作品29を献呈されている。
1903年にはロシア政府からの依嘱で、国家評議会創設100周年記念式典を描いたレーピン最大のカンバス（400×877 cm）が制作された。

### 晩年
レーピンは、サンクトペテルブルクの真北にあるクォッカラに自宅「ペナトゥイ」を構えた。1917年のロシア革命とフィンランド独立によって同地がフィンランド領に編入されるが、レーピンはそのまま同地に留まった。ソ連政府はたびたびレーピンに帰国を要請したものの、あまりに高齢であることを口実にレーピンは帰国を断わり続けた。レーピンはボリシェヴィキの革命後の残虐行為に反発しており、晩年のインタビューではボリシェヴィキを「強盗、殺人者」と呼び、「ソビエトロシアへは決して戻らない」と語っている。晩年まで創作は続けたが、右手の障害に加えてキャンバスすら入手が難しくなったためリノリウムを代わりに用いた。1930年にクオッカラで死去。
レーピンの死後、ソ連・フィンランド戦争によって領土が再編されると、クオッカラはソ連当局によりレニングラード州に編入され、レーピンにちなんでレーピノと改名された。「ペナトゥイ」は1940年にレーピン美術館として公開され、現在は「サンクトペテルブルク歴史地区と関連建造物群」の一部として世界遺産に登録されている。

## ギャラリー

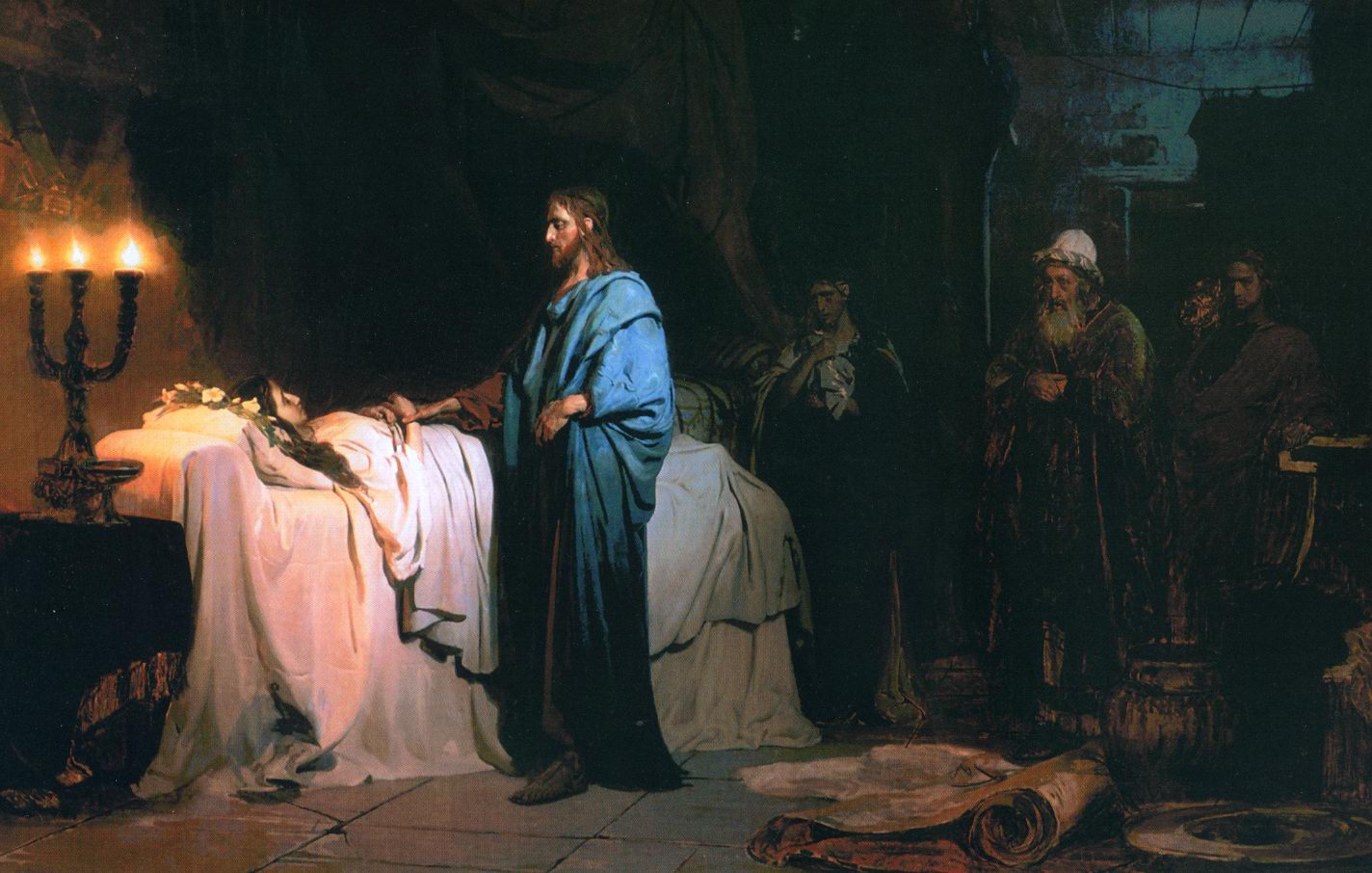
美術アカデミーの卒業制作『Воскрешение дочери Иаира（ヤイロの娘の蘇生）』
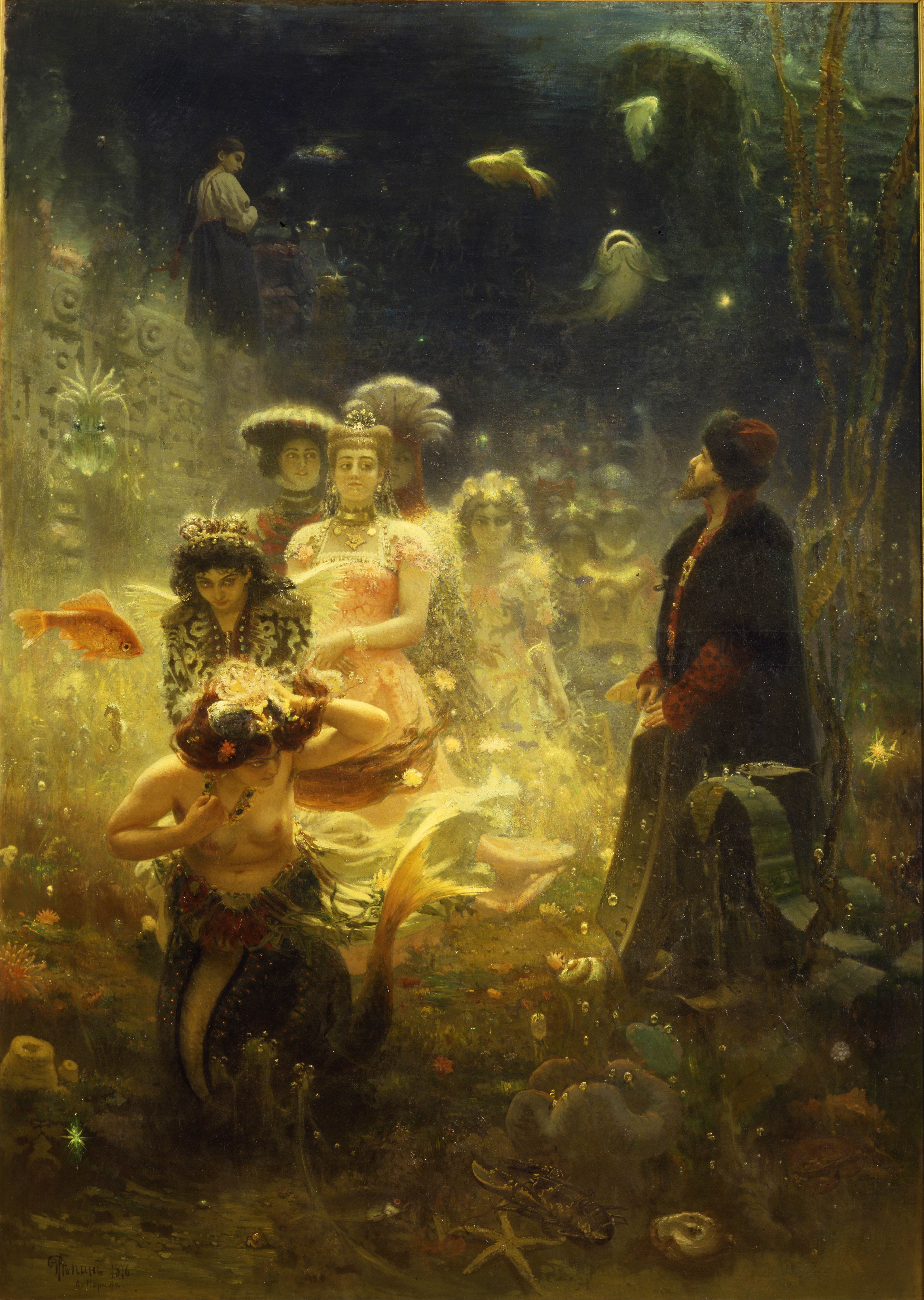
『海底の王国のサトコ（ロシア語版）』（1876） ロシア美術館
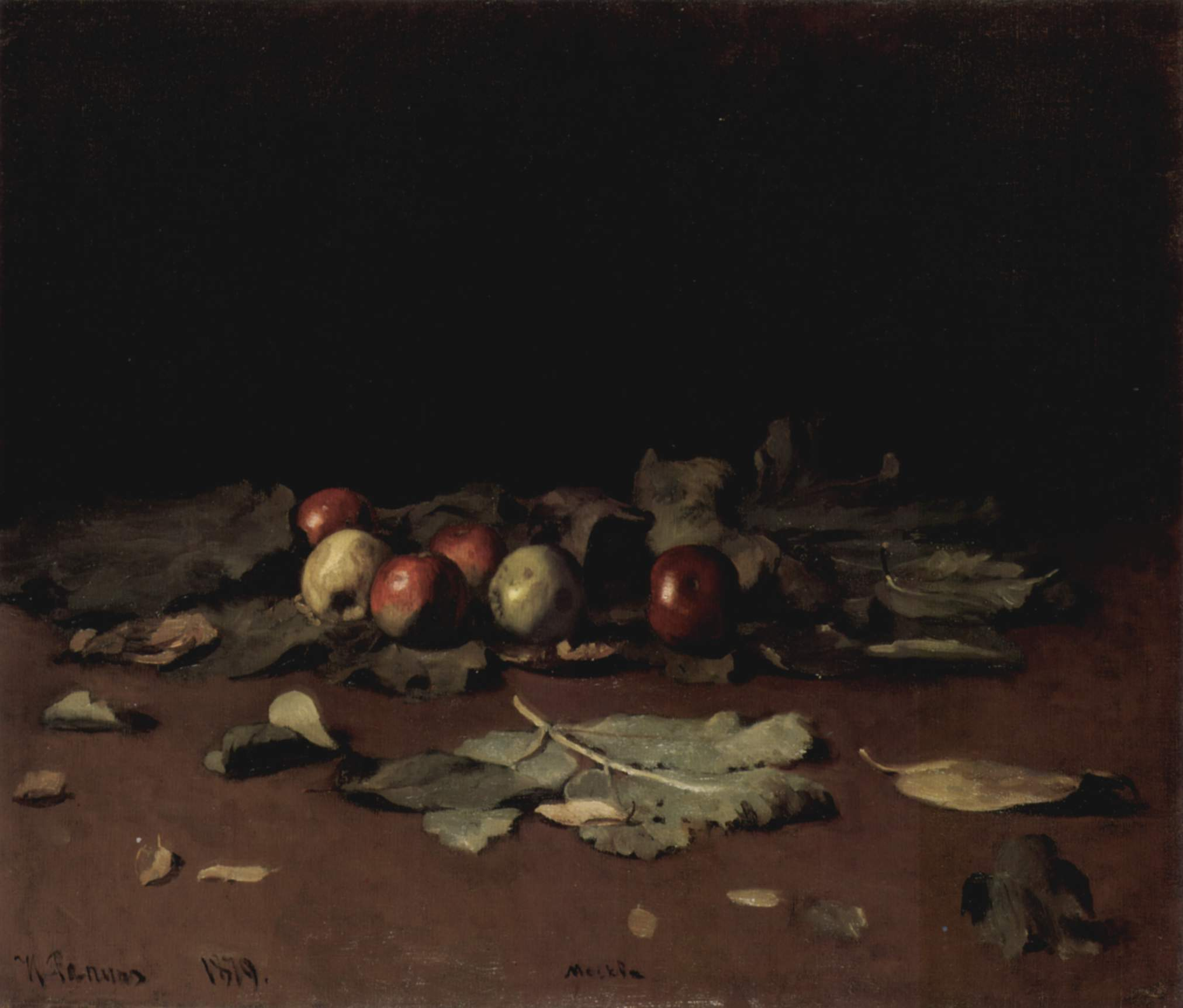
『リンゴと木の葉』(1879) ロシア美術館
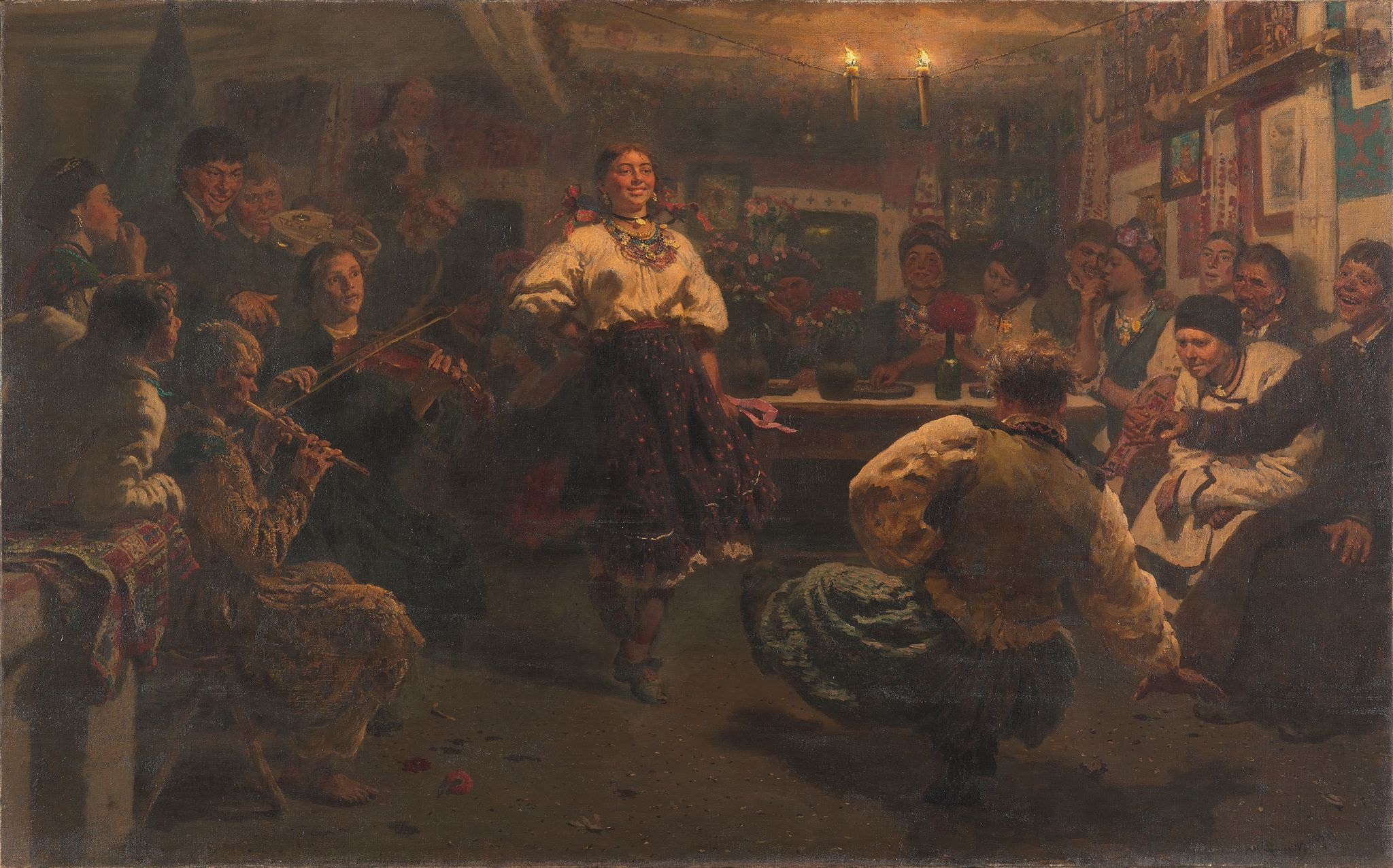
『夕べの宴』、1881年、トレチャコフ美術館
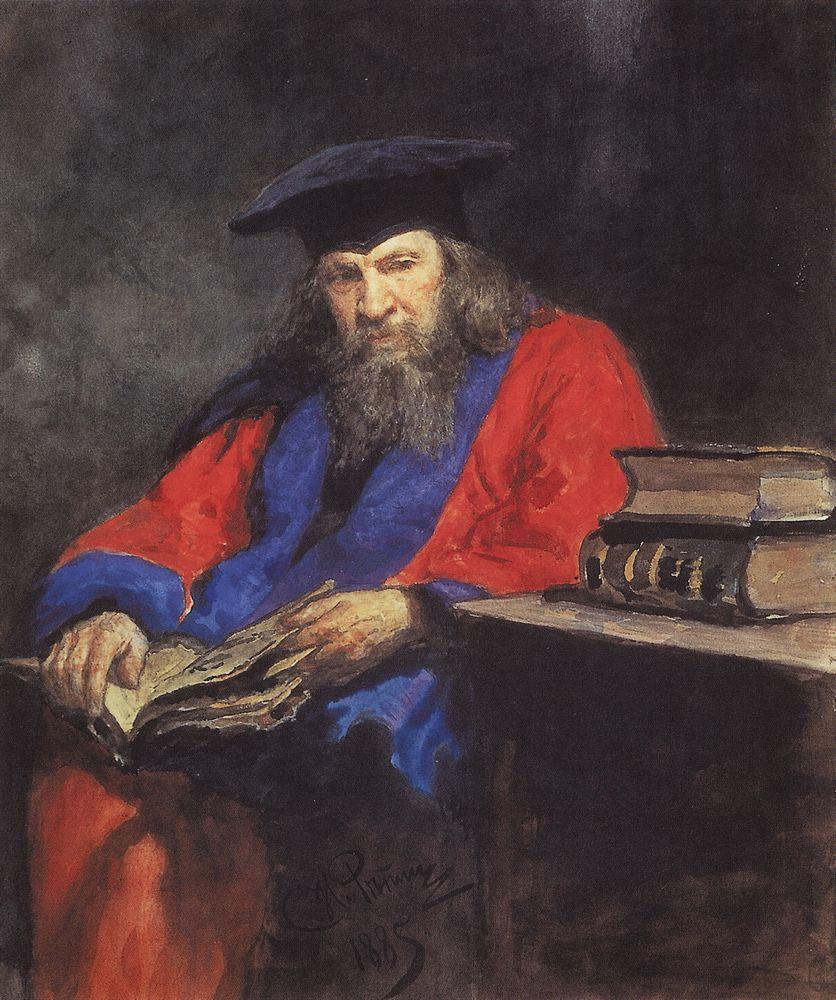
『ドミトリ・メンデレーエフの肖像』(1885) トレチャコフ美術館
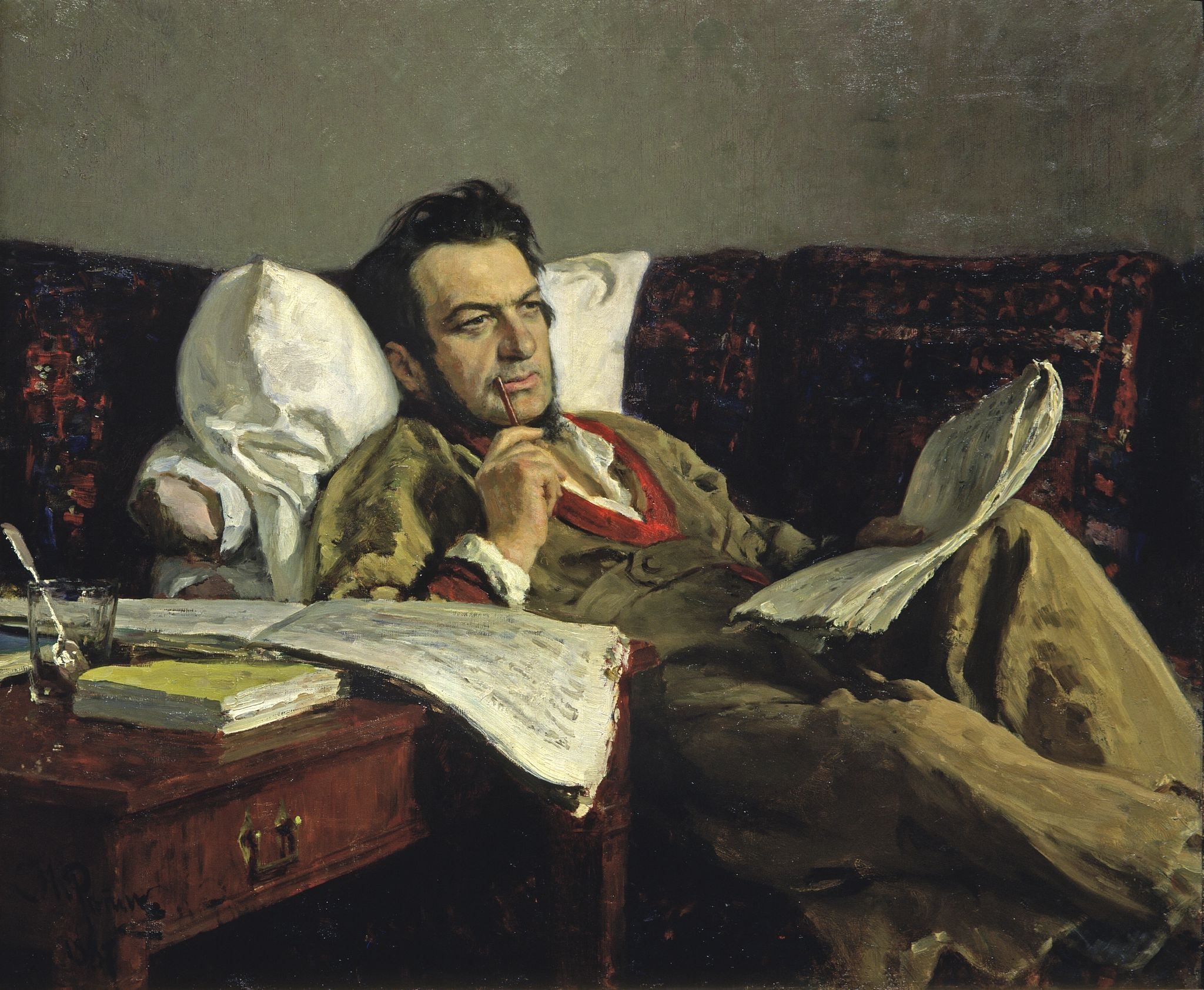
『ミハイル・グリンカの肖像』(1887) トレチャコフ美術館
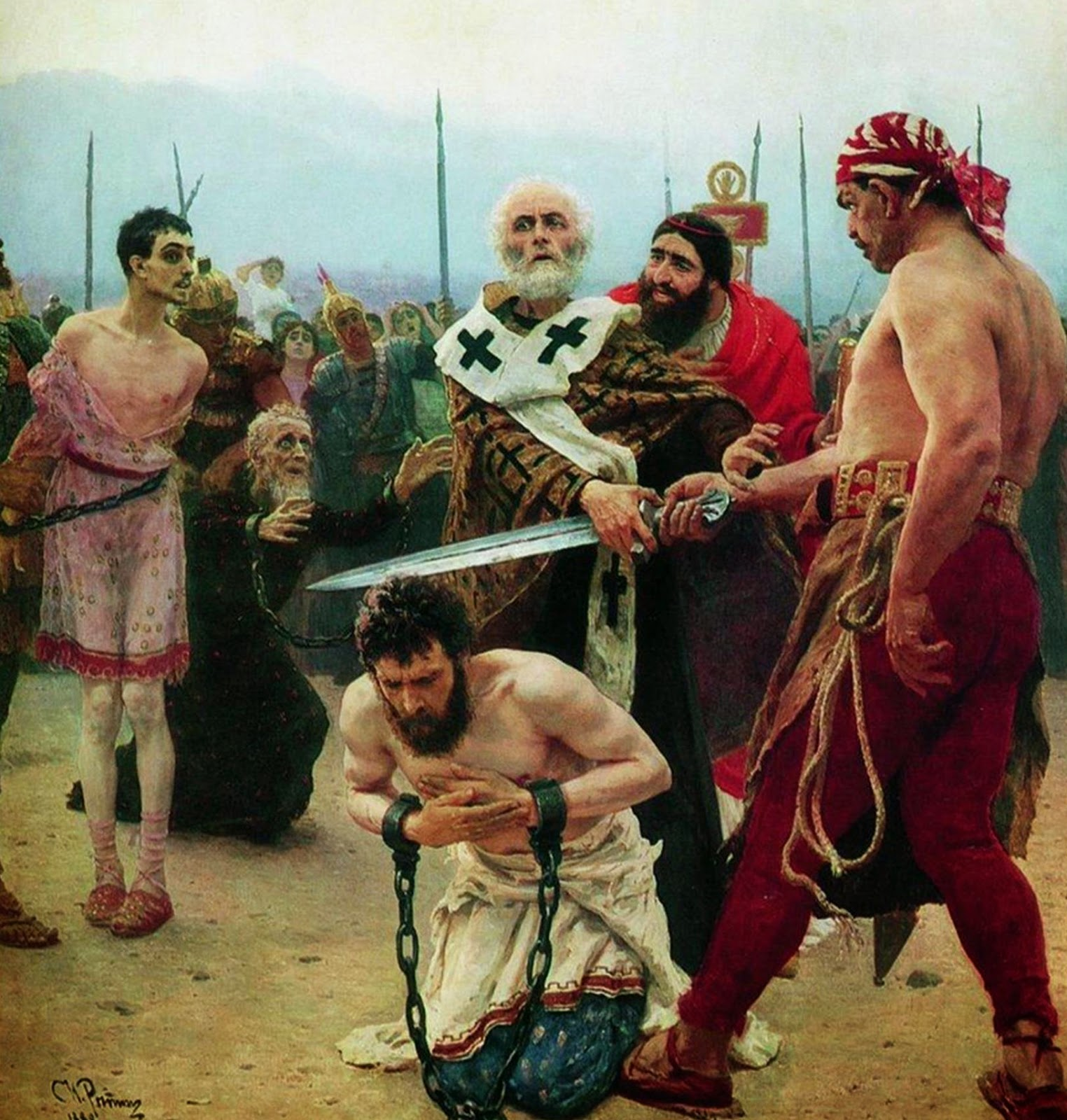
『ミラの聖ニコライ、無実の3人を死刑から救う（ロシア語版）』(1888) ロシア美術館
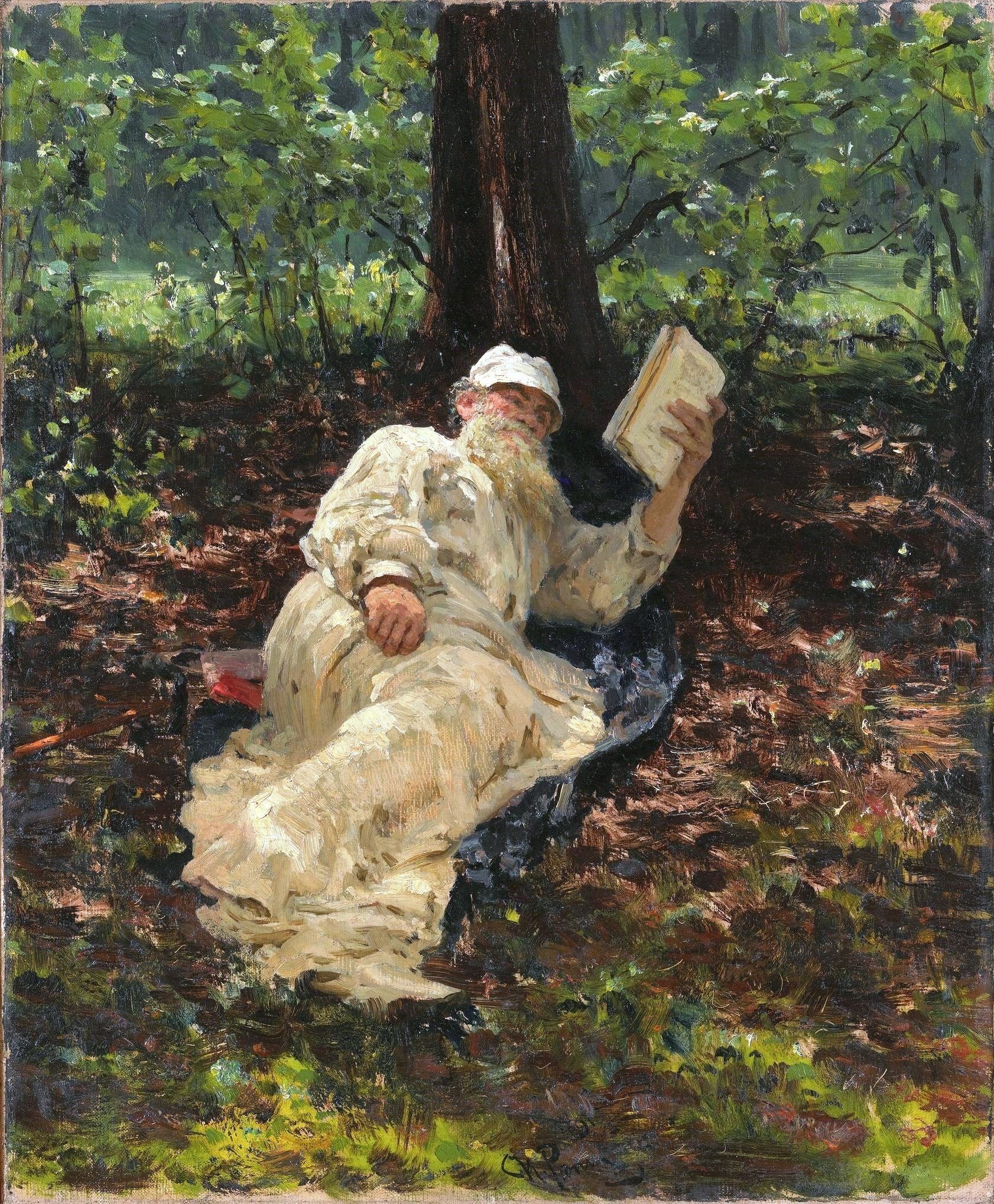
『森で休息するレフ・トルストイ』、1891年、トレチャコフ美術館
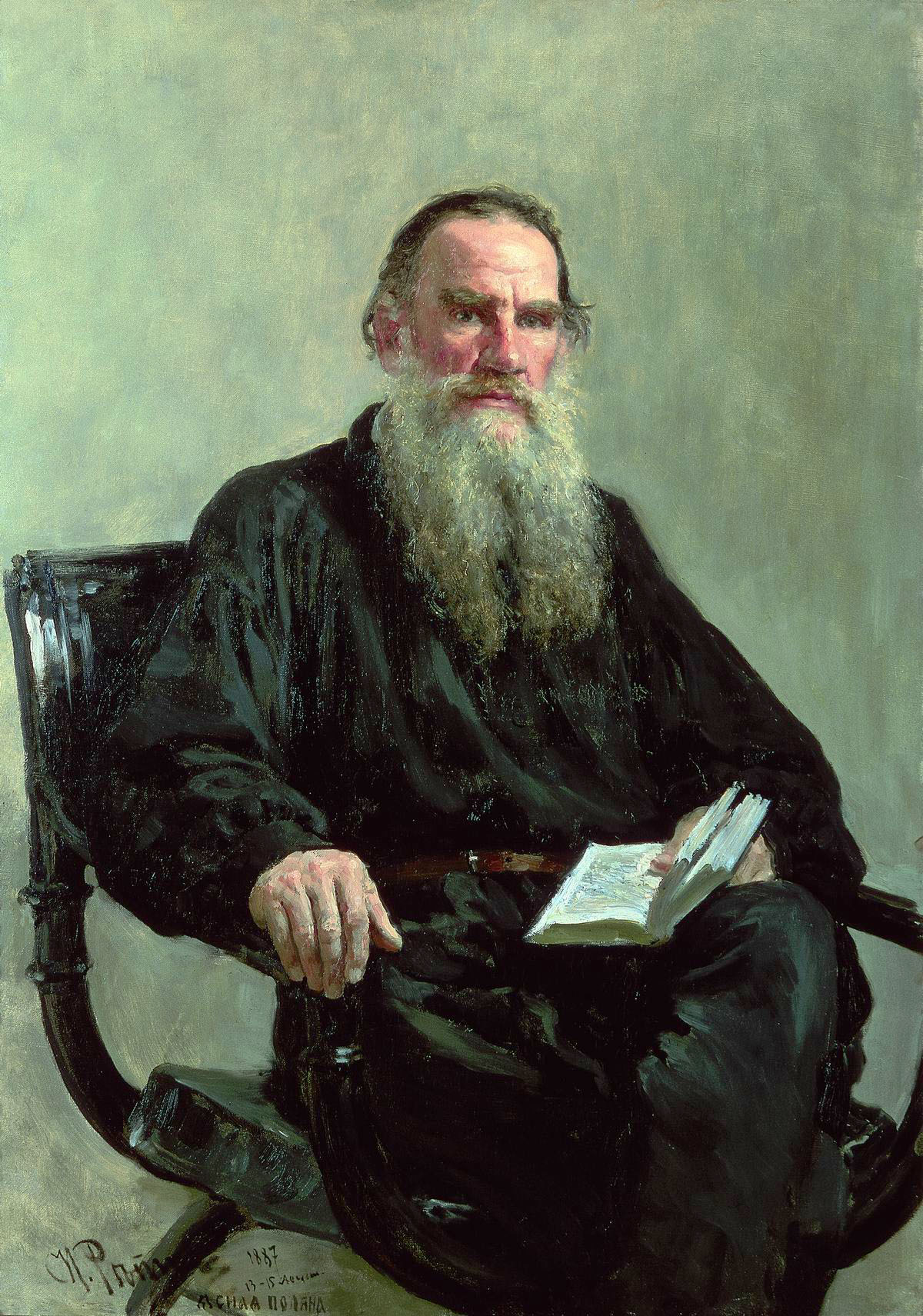
『レフ・トルストイの肖像画』、1887年
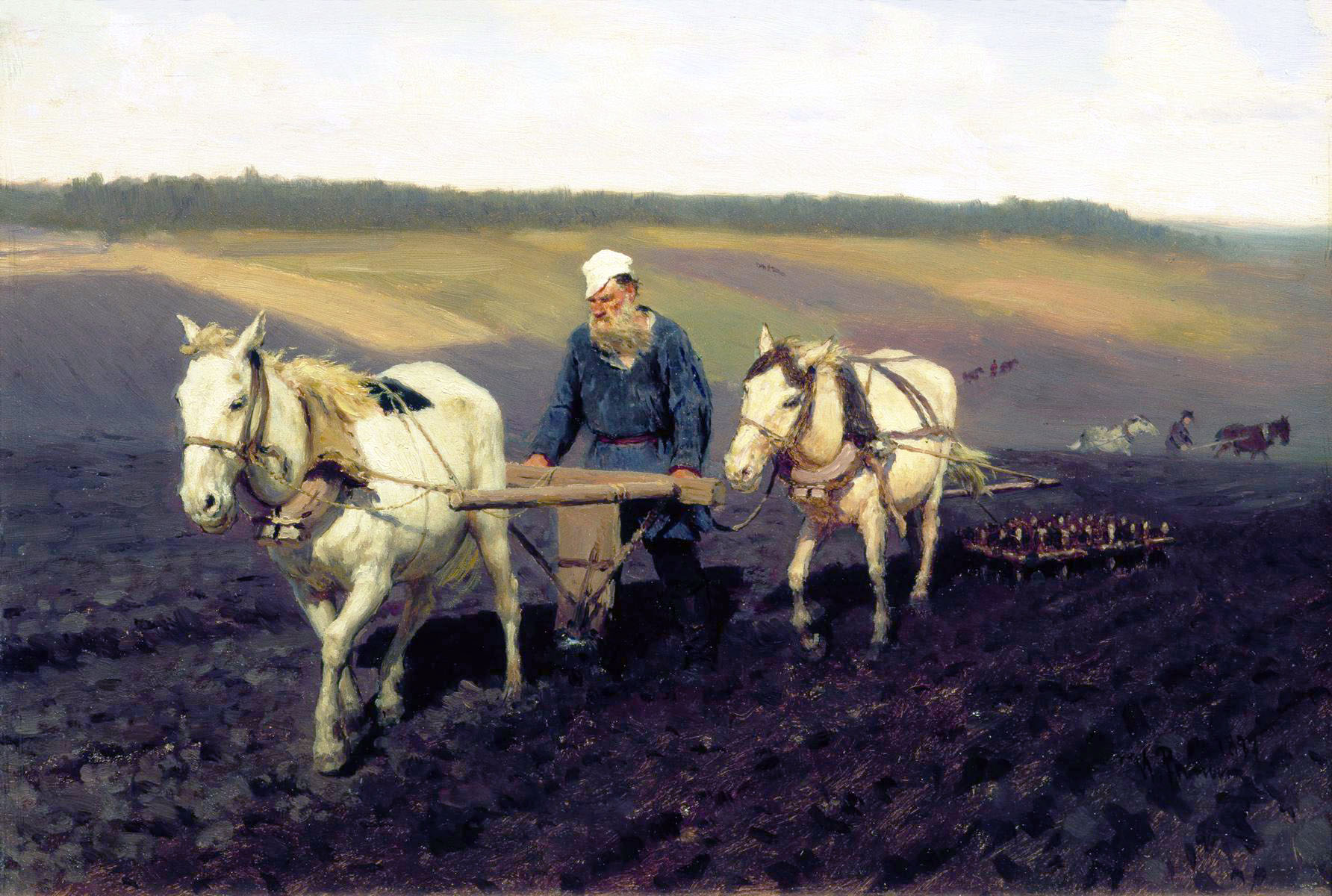
『畑を耕すレフ・トルストイ』、1887年
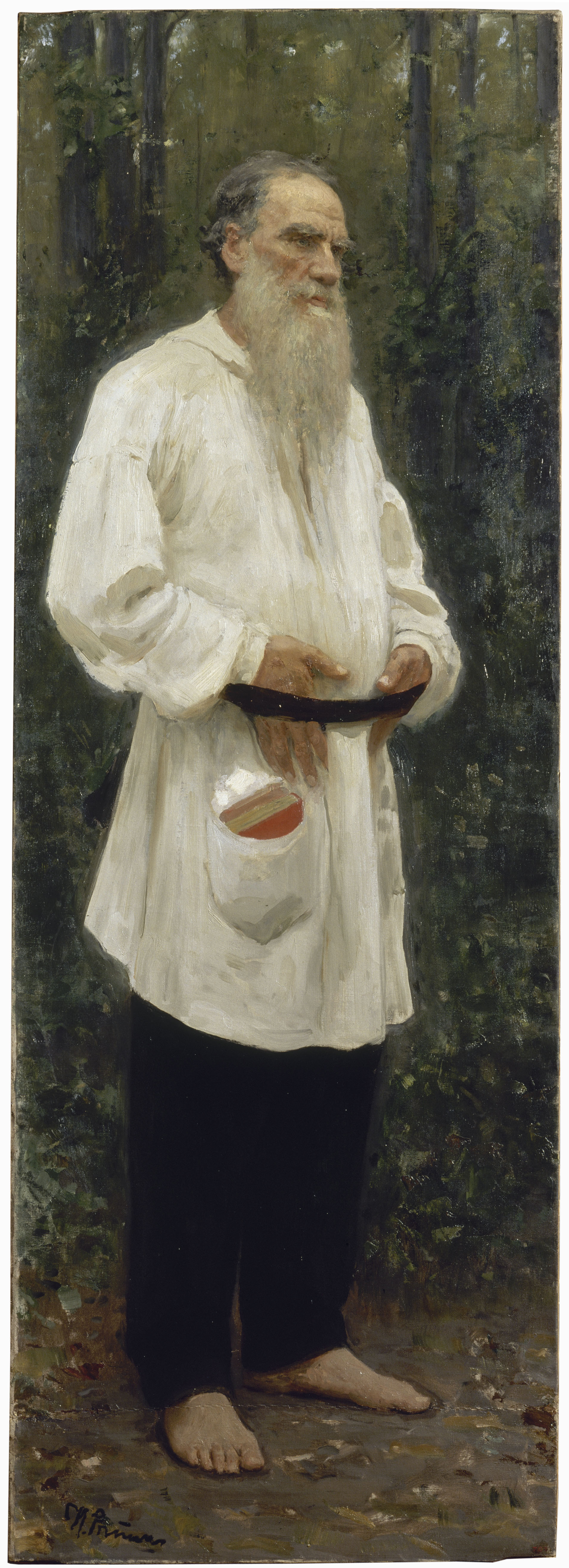
『裸足のトルストイ』、1901年
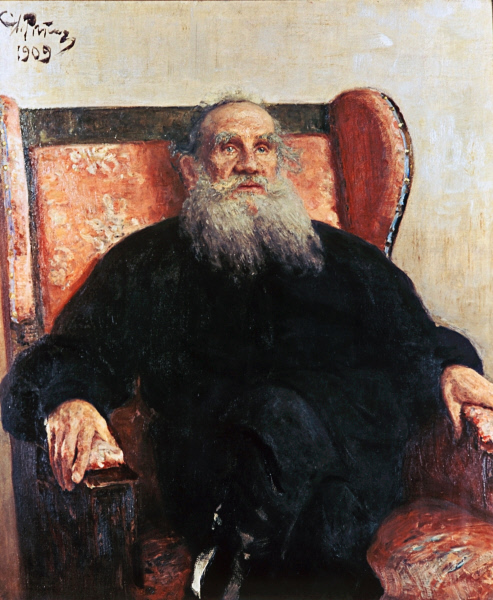
『ばら色のソファに座るレフ・トルストイ』、1909年
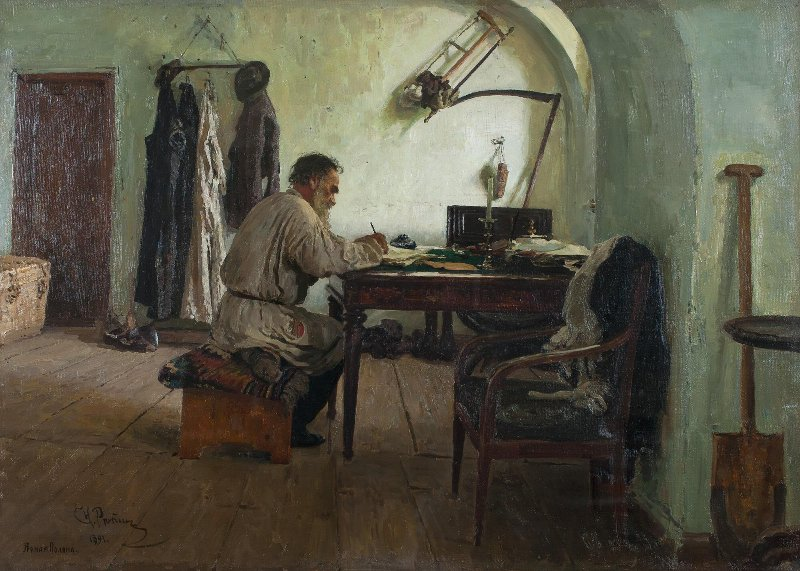
『ドームのある部屋のレフ・トルストイ』、1891年
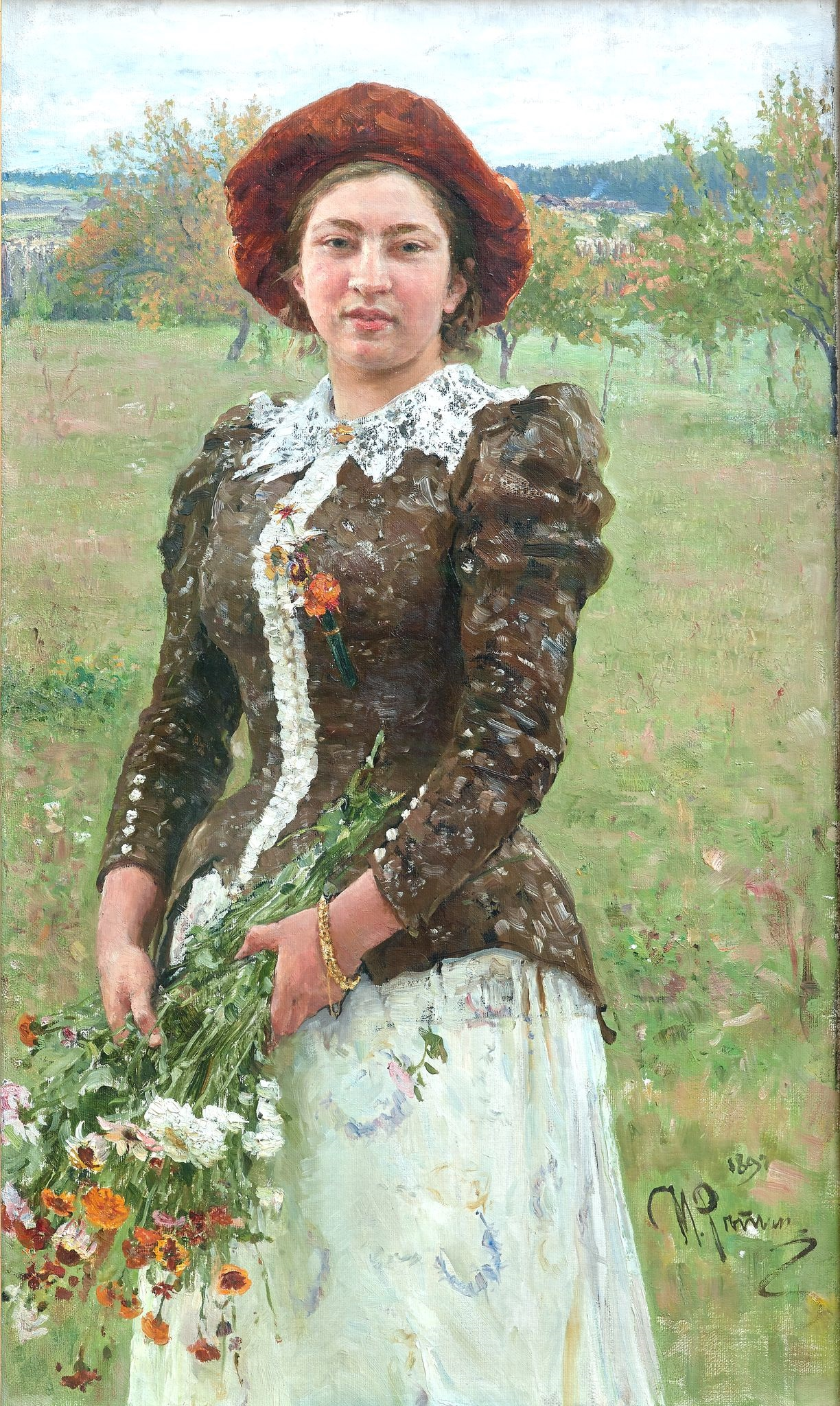
『ブーケ（ロシア語版）』(1892) トレチャコフ美術館。イリヤ・レーピンの長女がモデル。
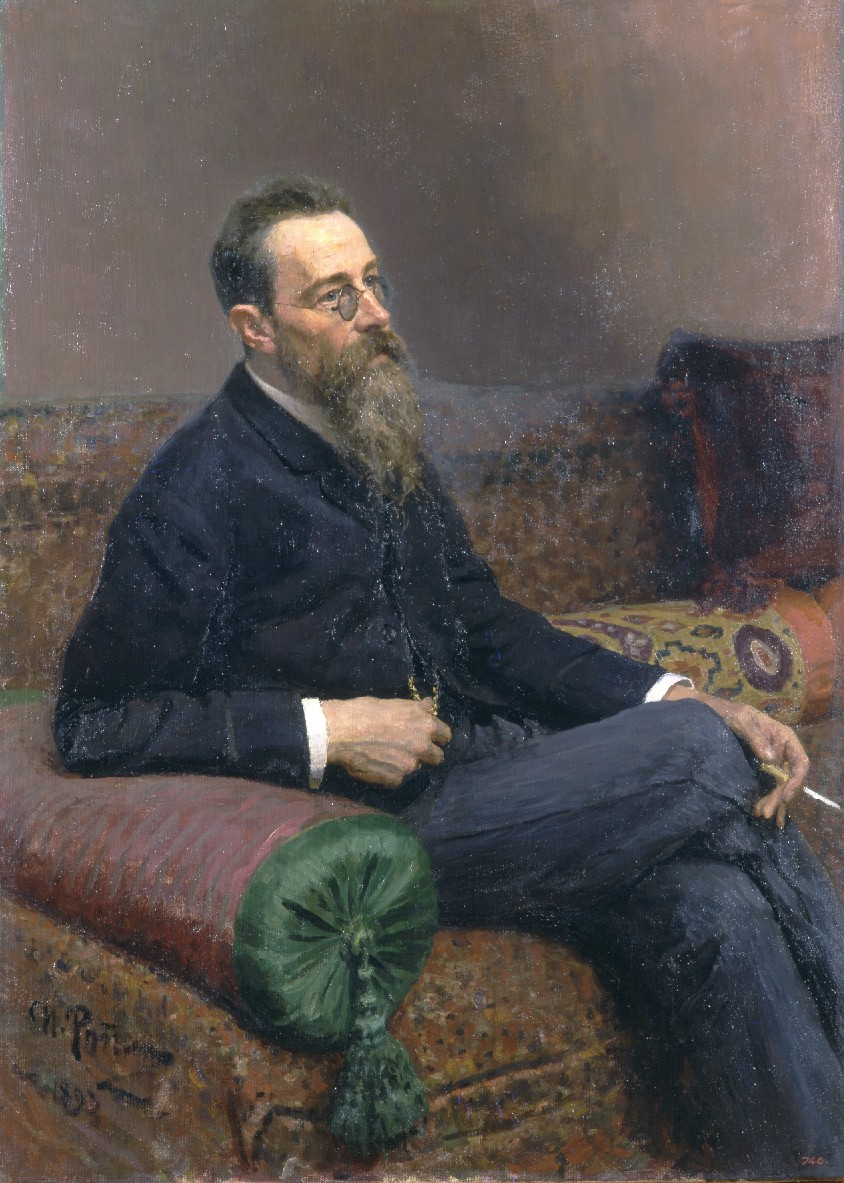
『ニコライ・リムスキー＝コルサコフの肖像』(1893) トレチャコフ美術館
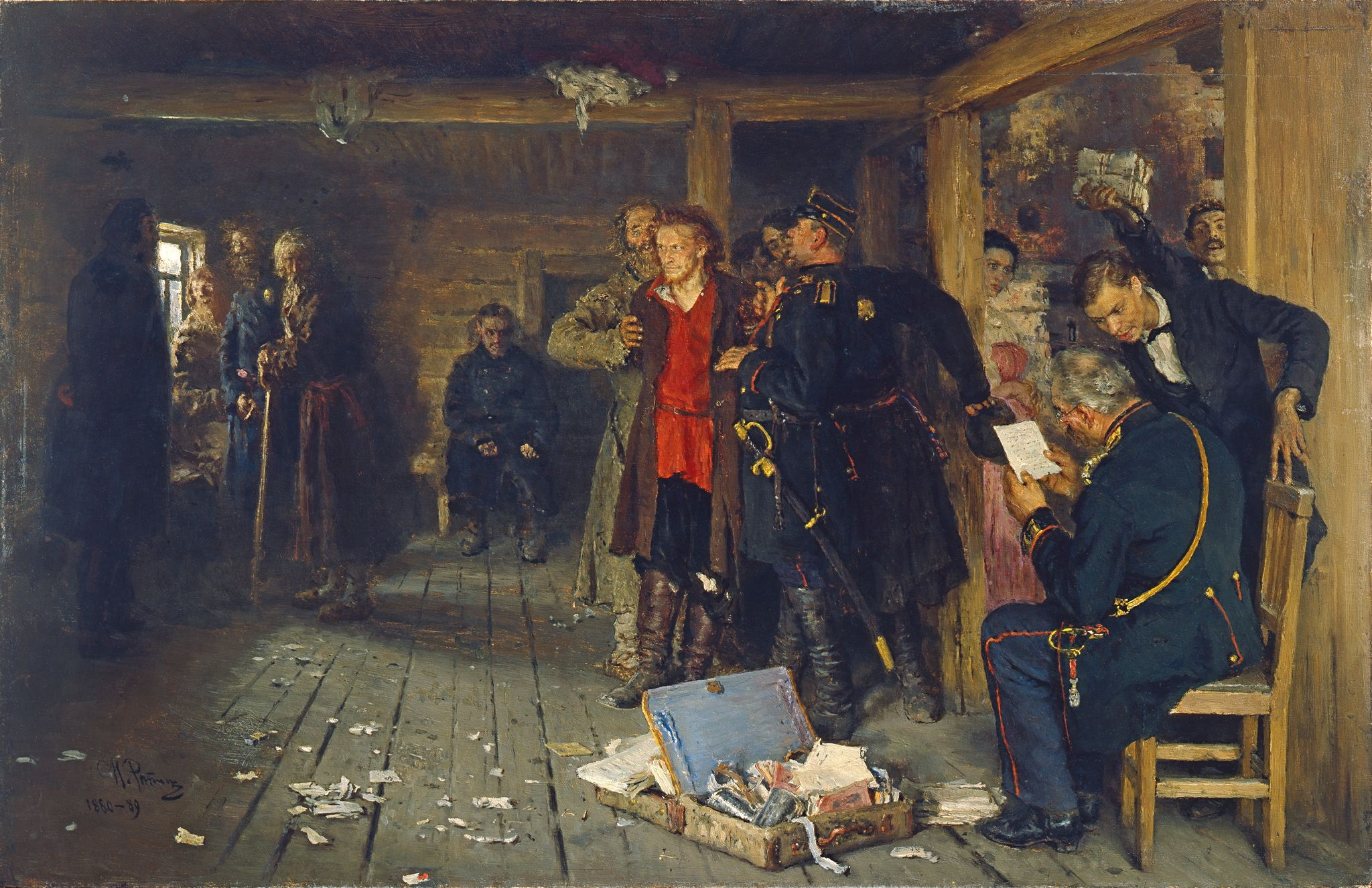
『ナロードニキの逮捕』(1880-1889,1892) トレチャコフ美術館
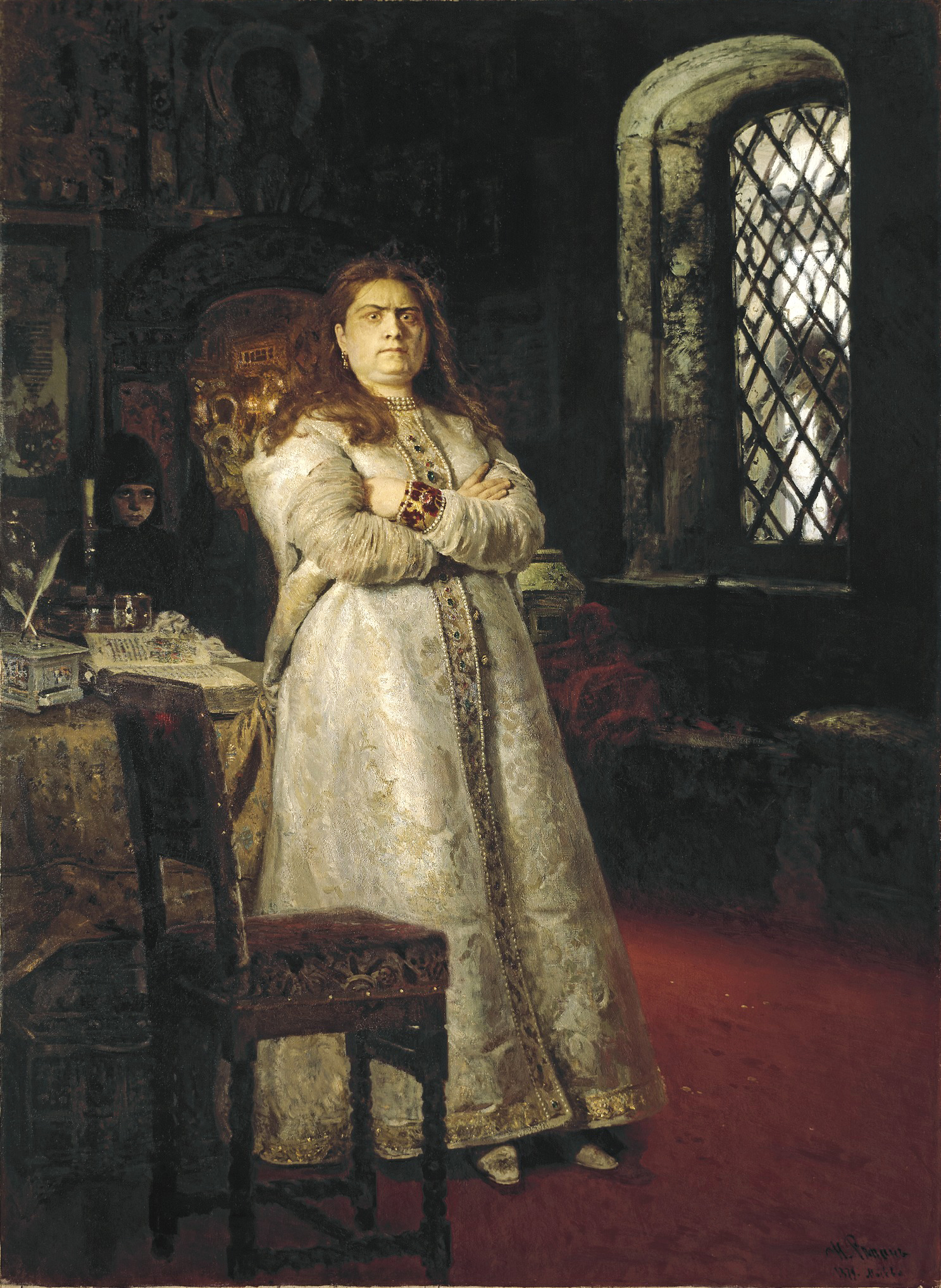
『皇女ソフィア』(1879) トレチャコフ美術館
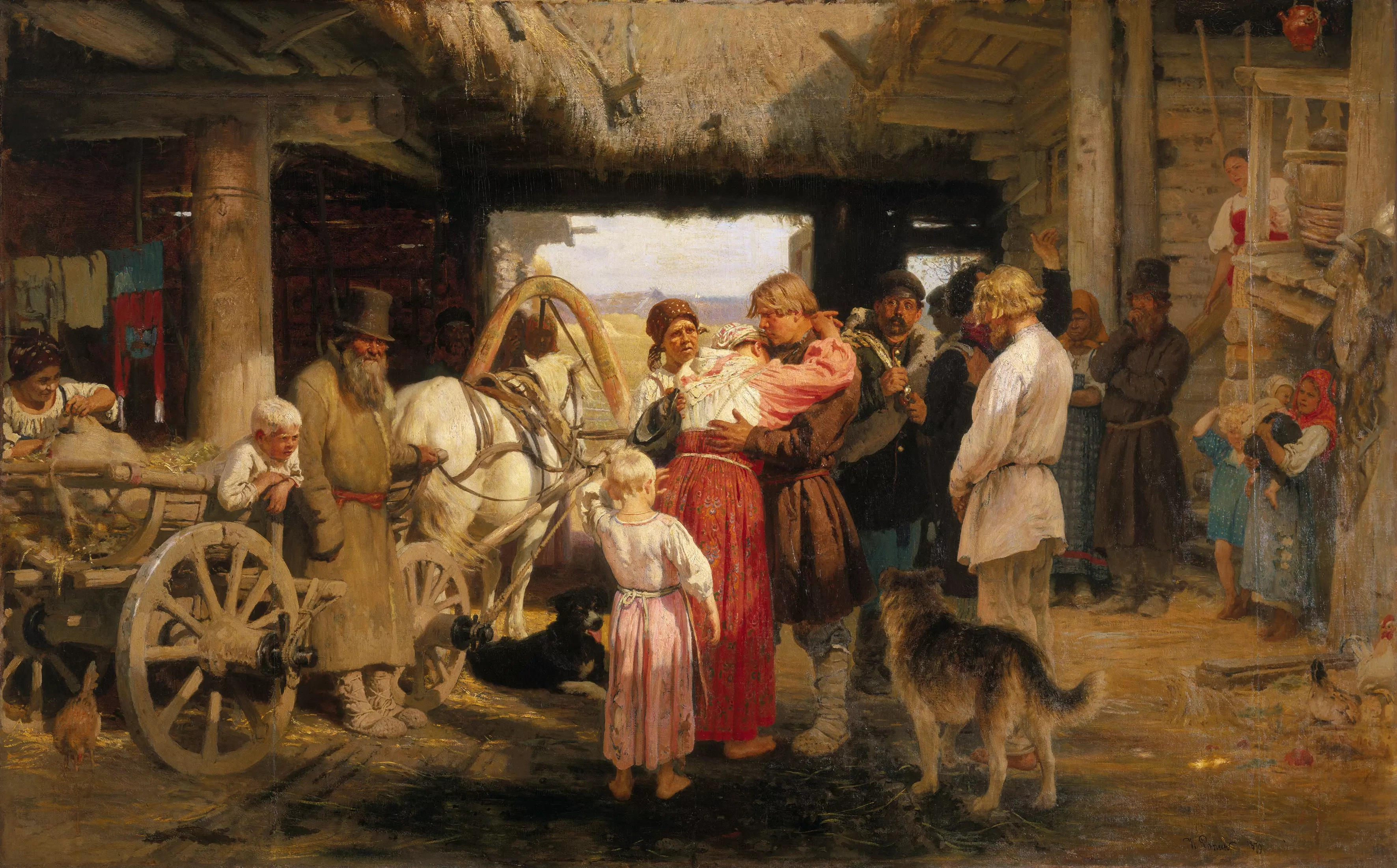
『新兵の見送り（ロシア語版）』(1879) ロシア美術館
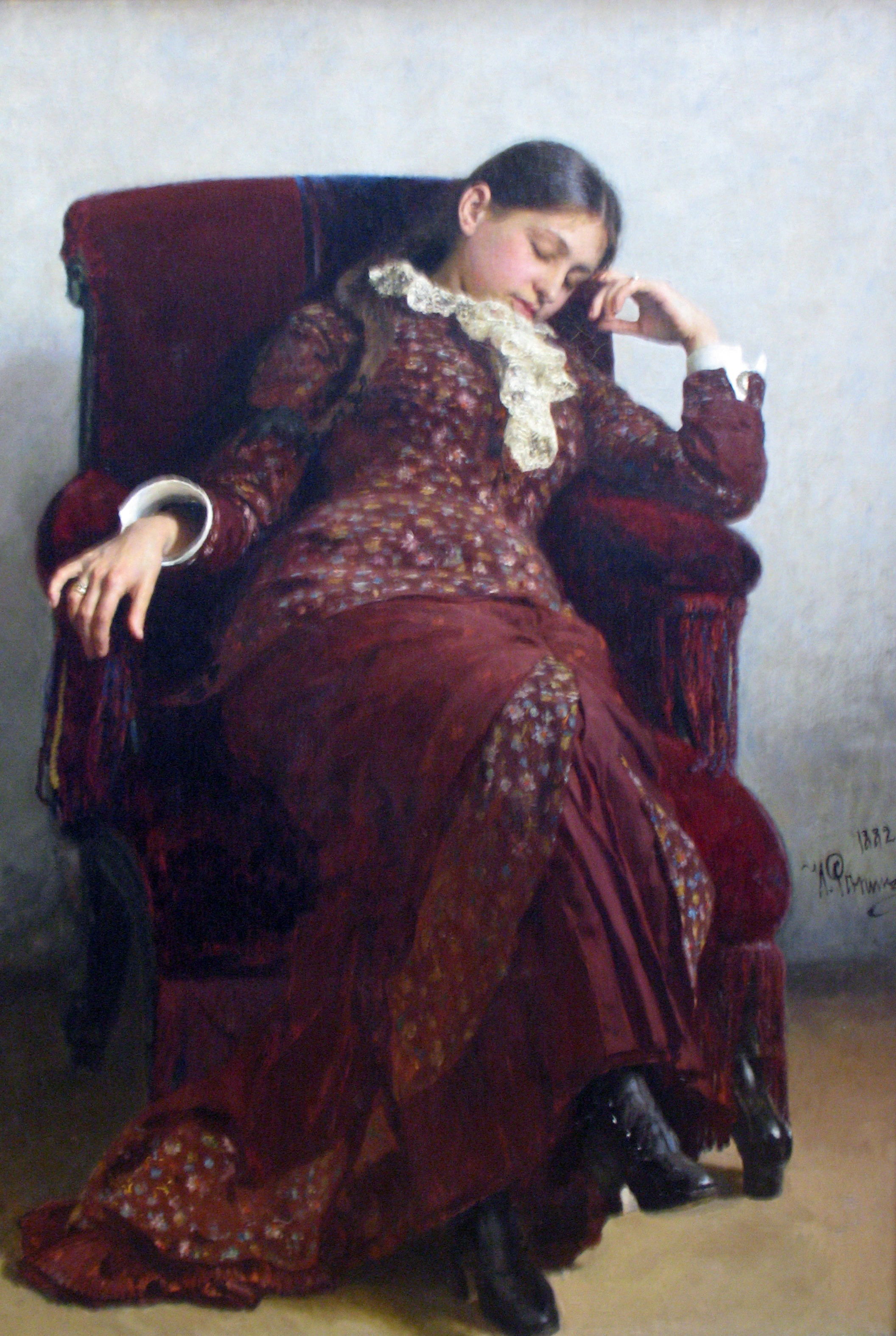
『休息 - 妻ヴェーラ・レーピナの肖像』(1882) トレチャコフ美術館
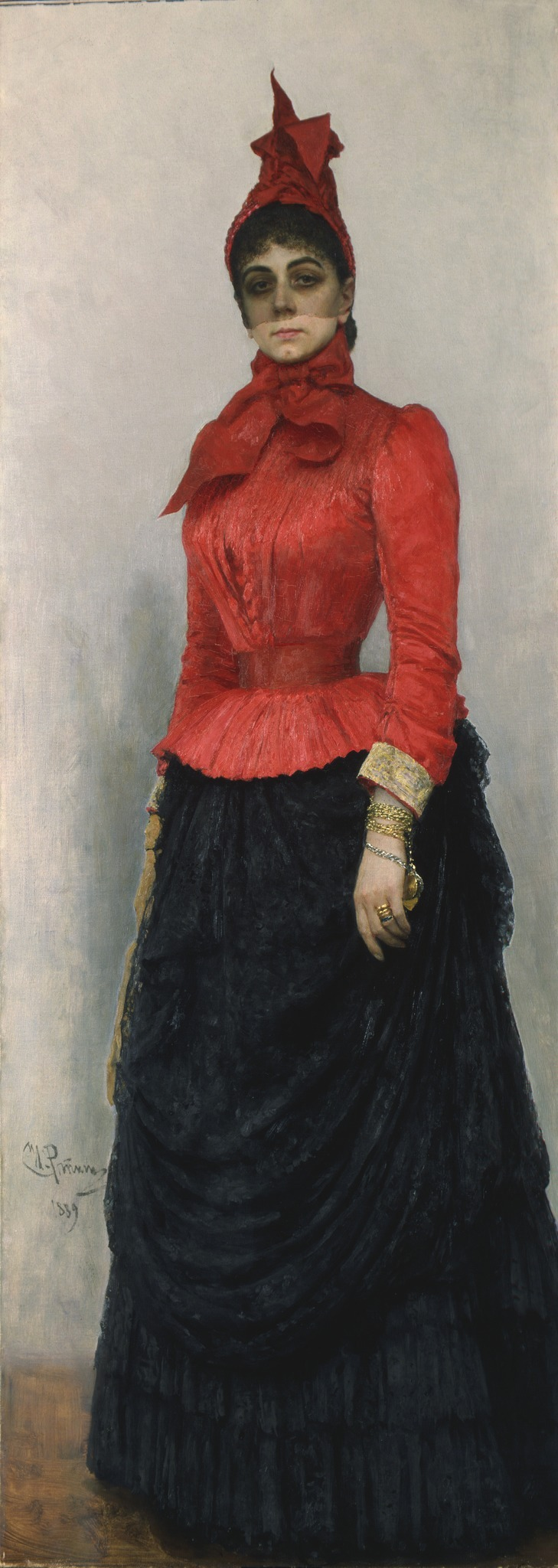
『V.I. イクスクル・フォン・ヒルデンバント男爵夫人の肖像』1888-1889年
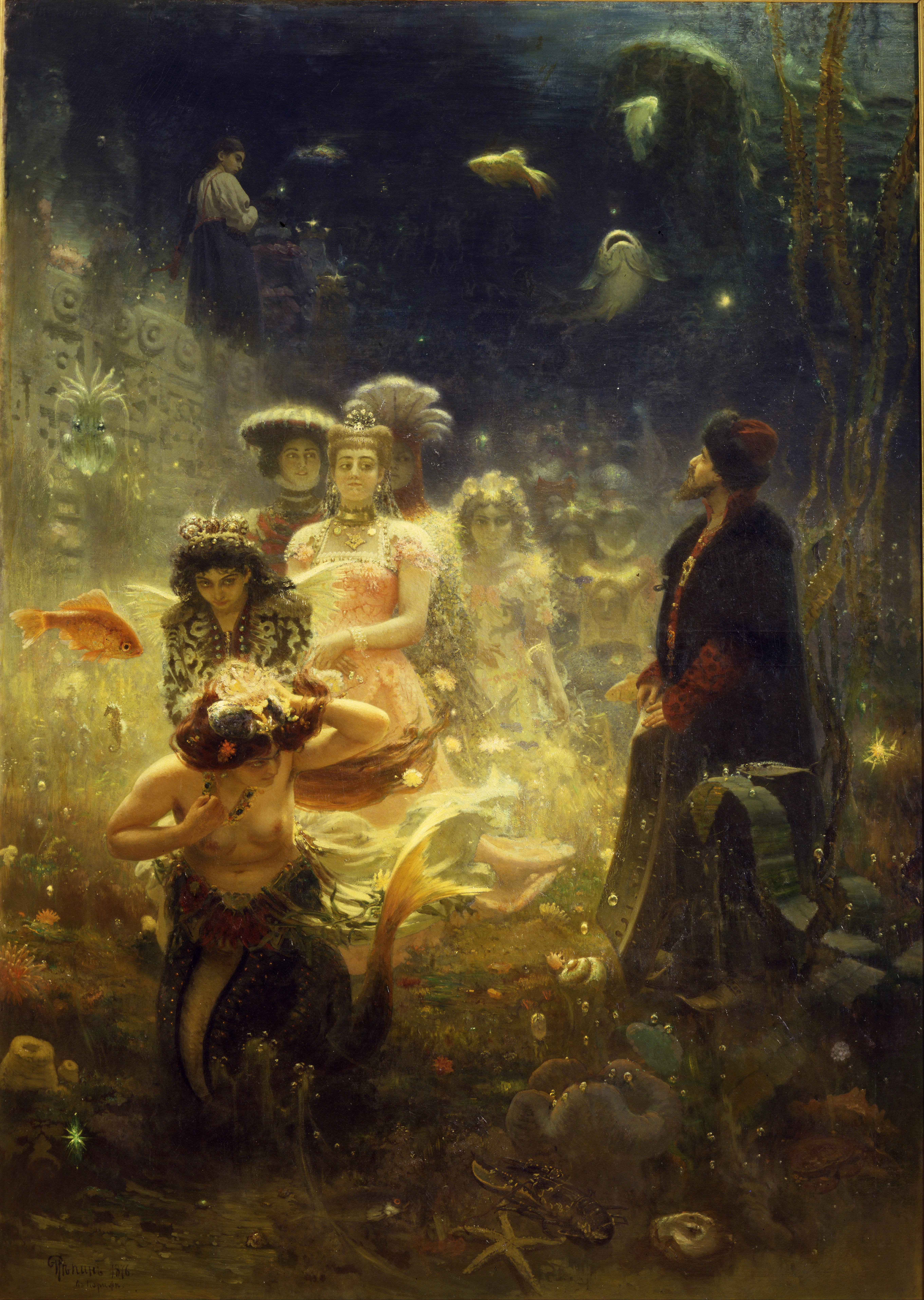
『水の下の王国のサトコ（ロシア語版）』、1876年
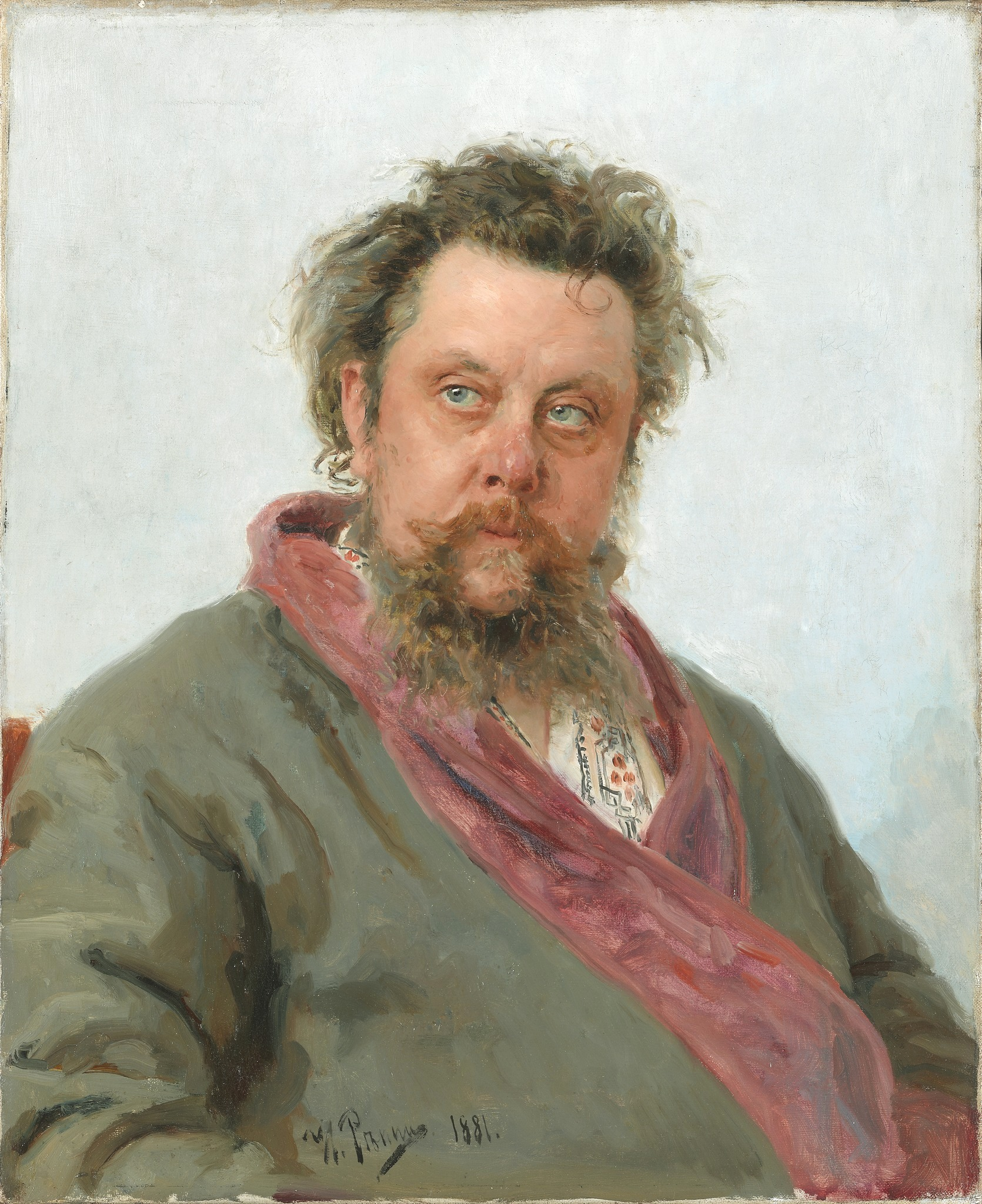
『作曲家モデスト・ムソルグスキーの肖像』、1881年
『パーヴェル・トレチャコフの肖像』、1883年[2]
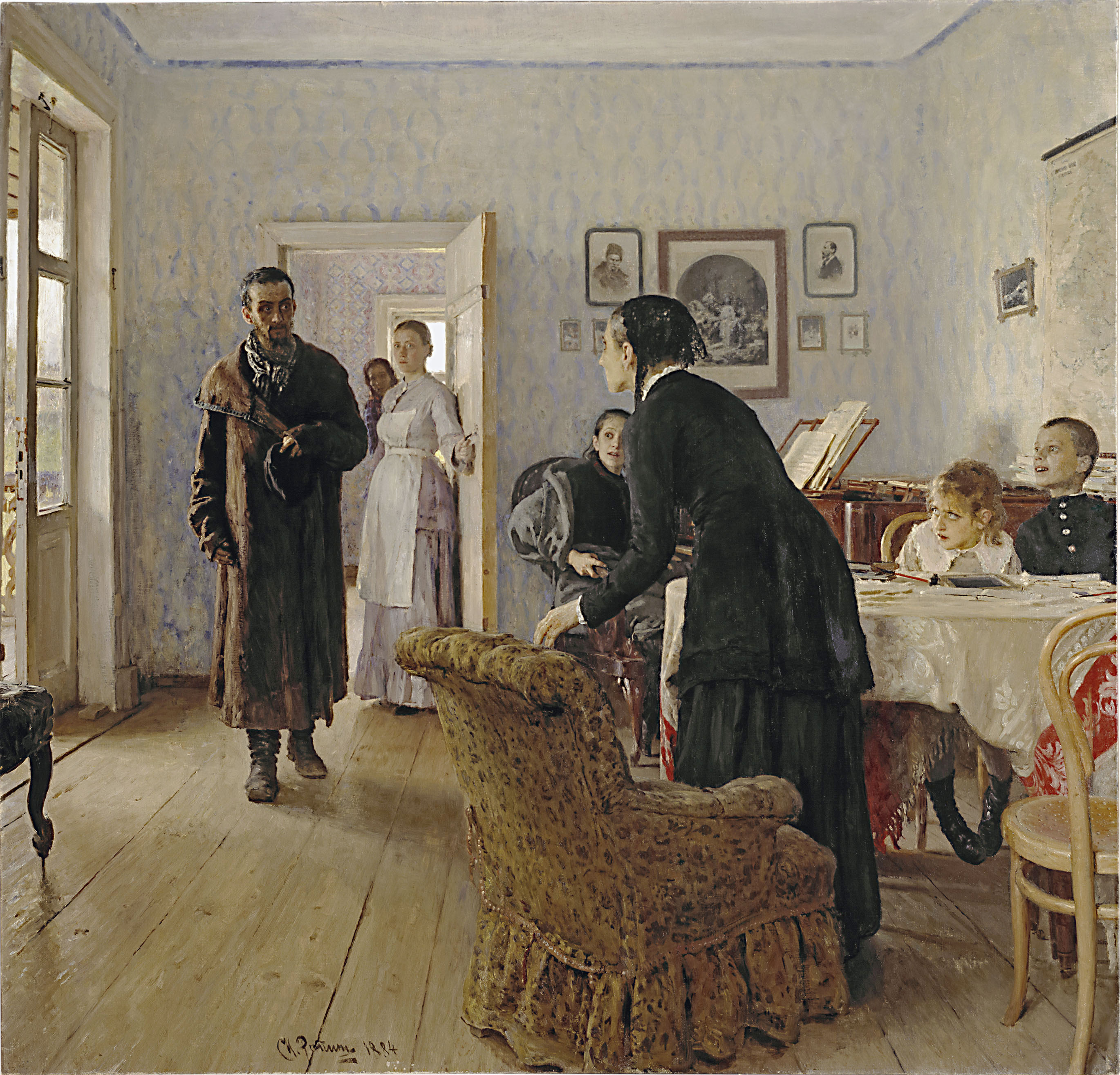
『思いがけなく』、1884年 - 1888年
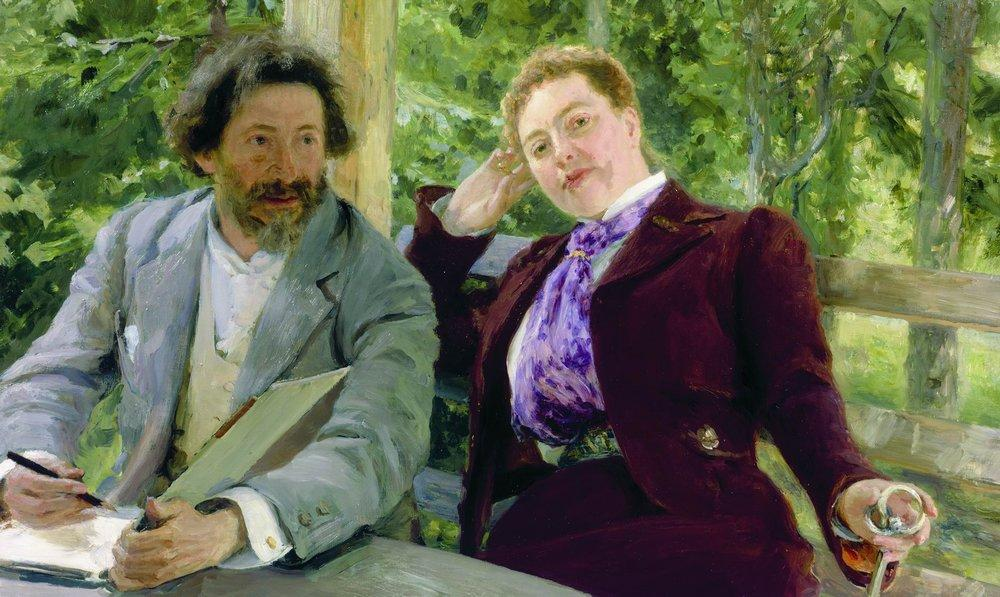
『ナタリヤ・ノルドマンといる自画像』、1903年
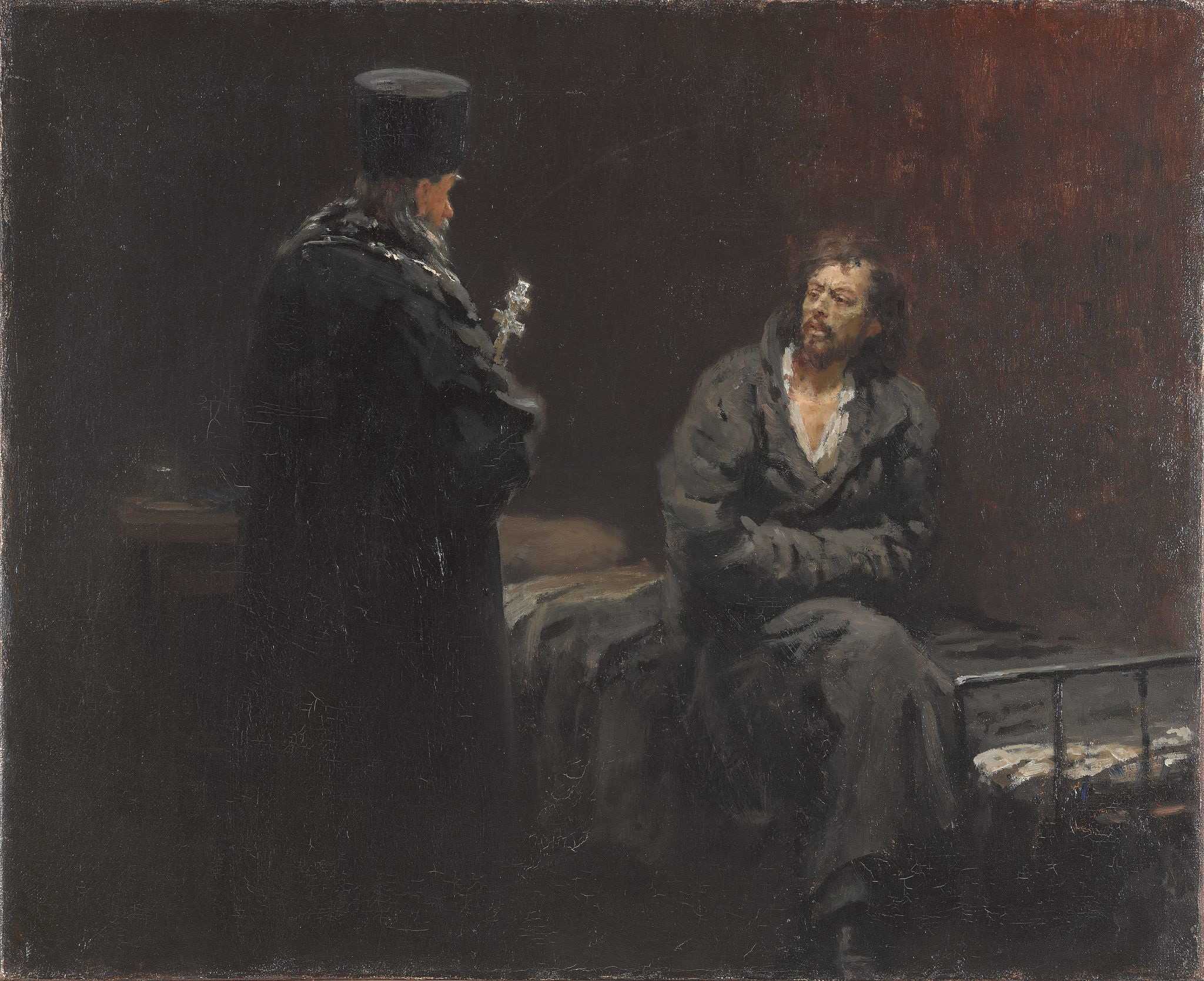
『懺悔の拒否』、1879年 - 1885年
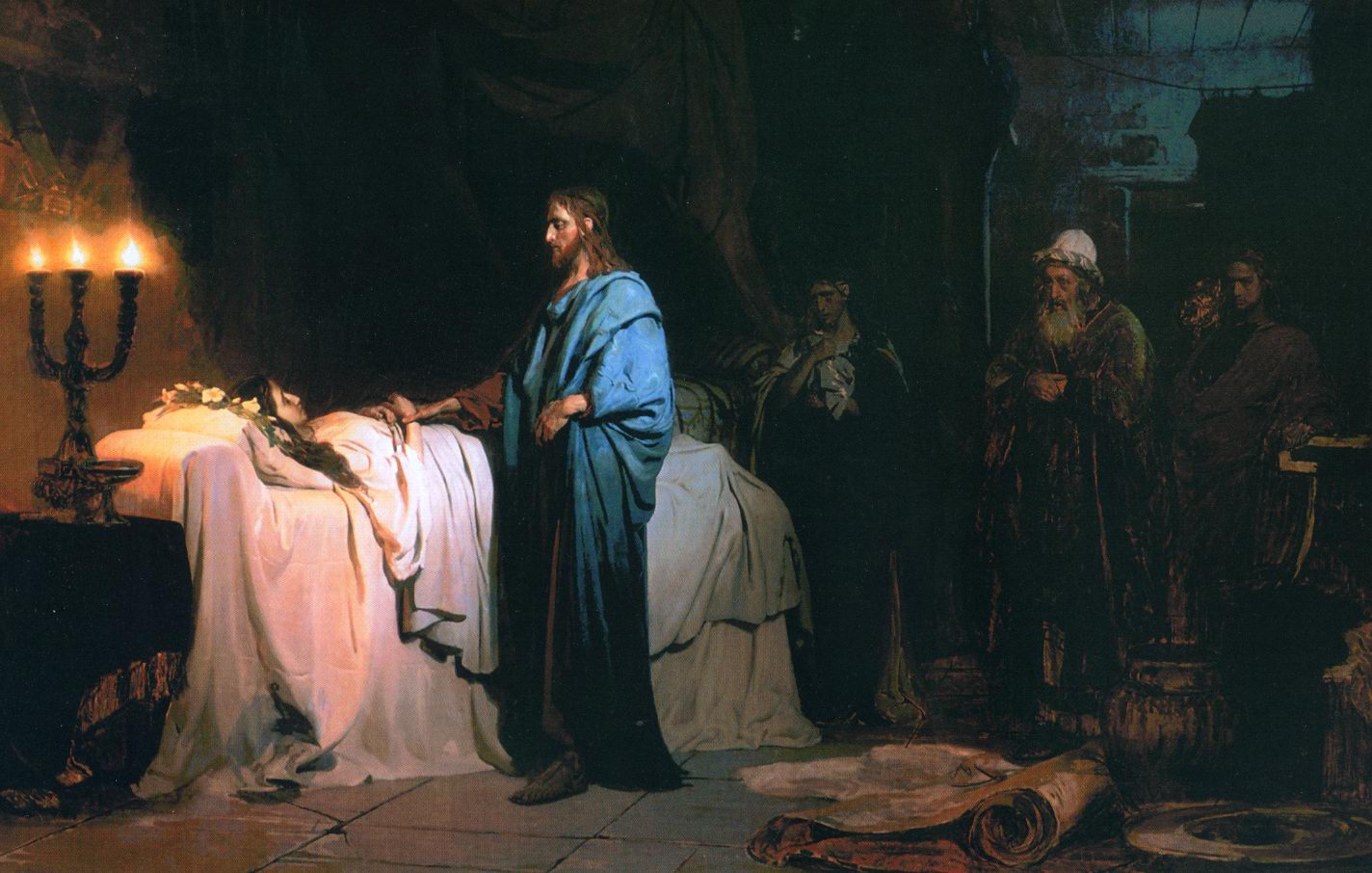
『ヤイロの娘の復活』、1871年
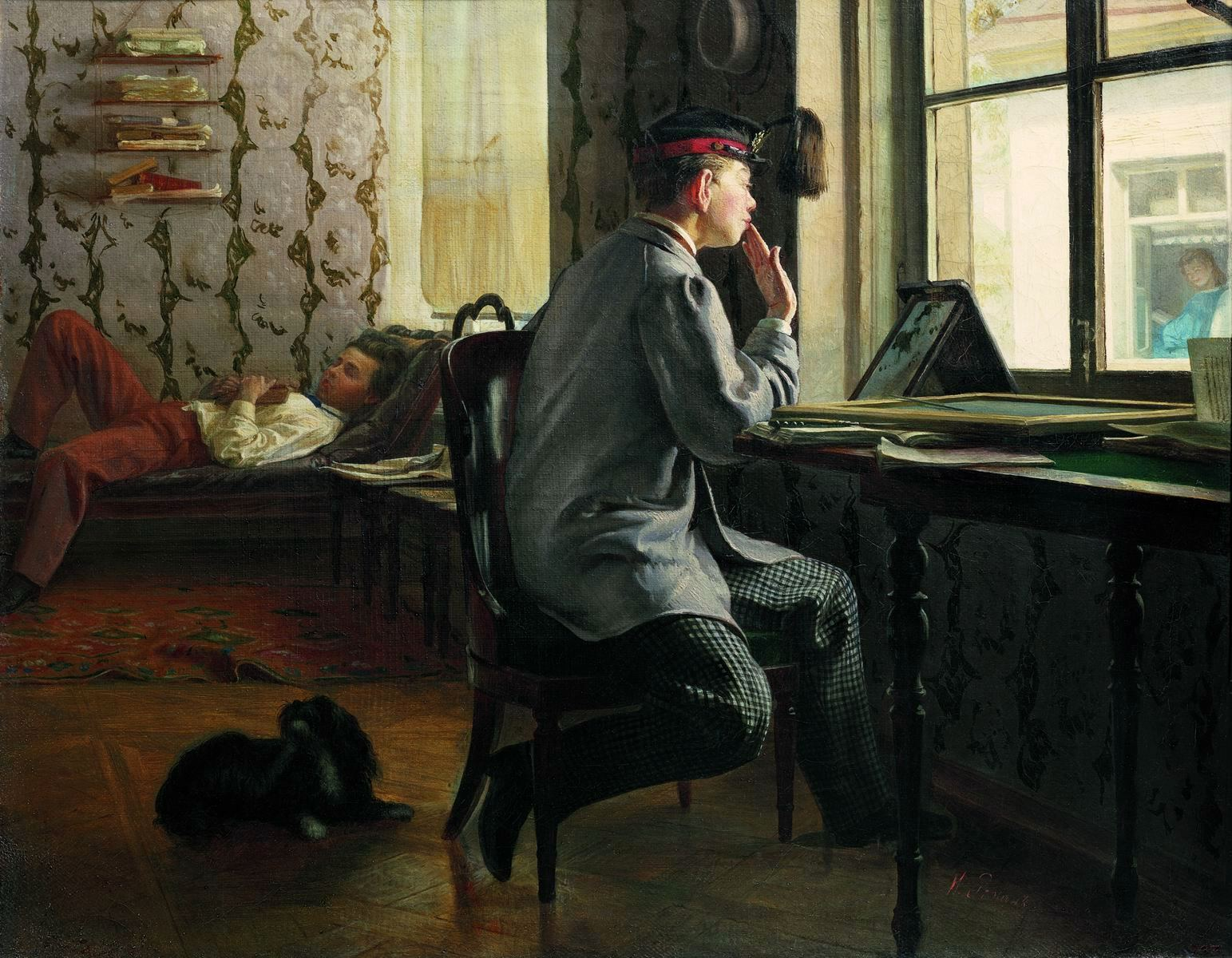
『試験勉強』、1864年
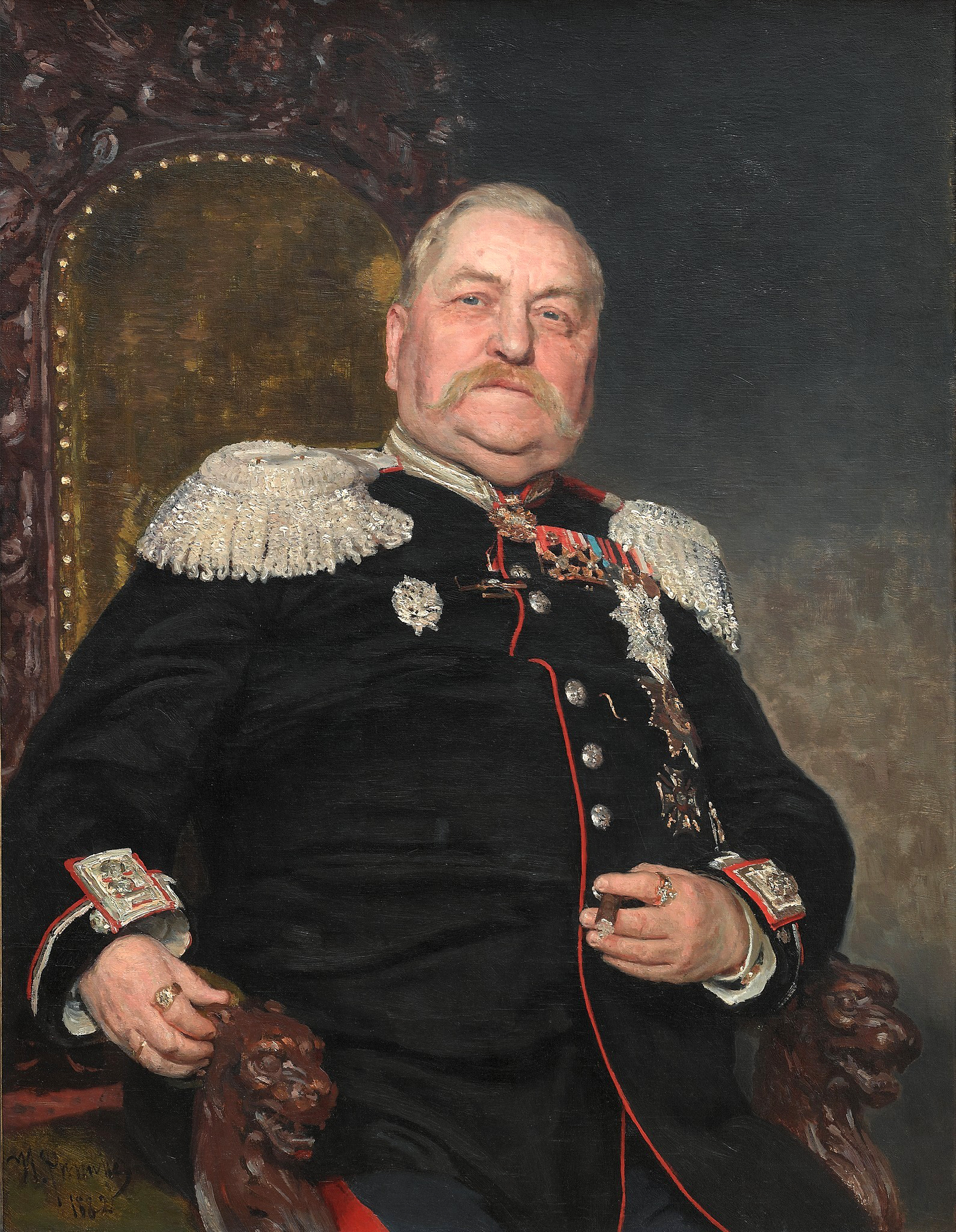
『工兵将校アンドレイ・デーリヴィクの肖像』
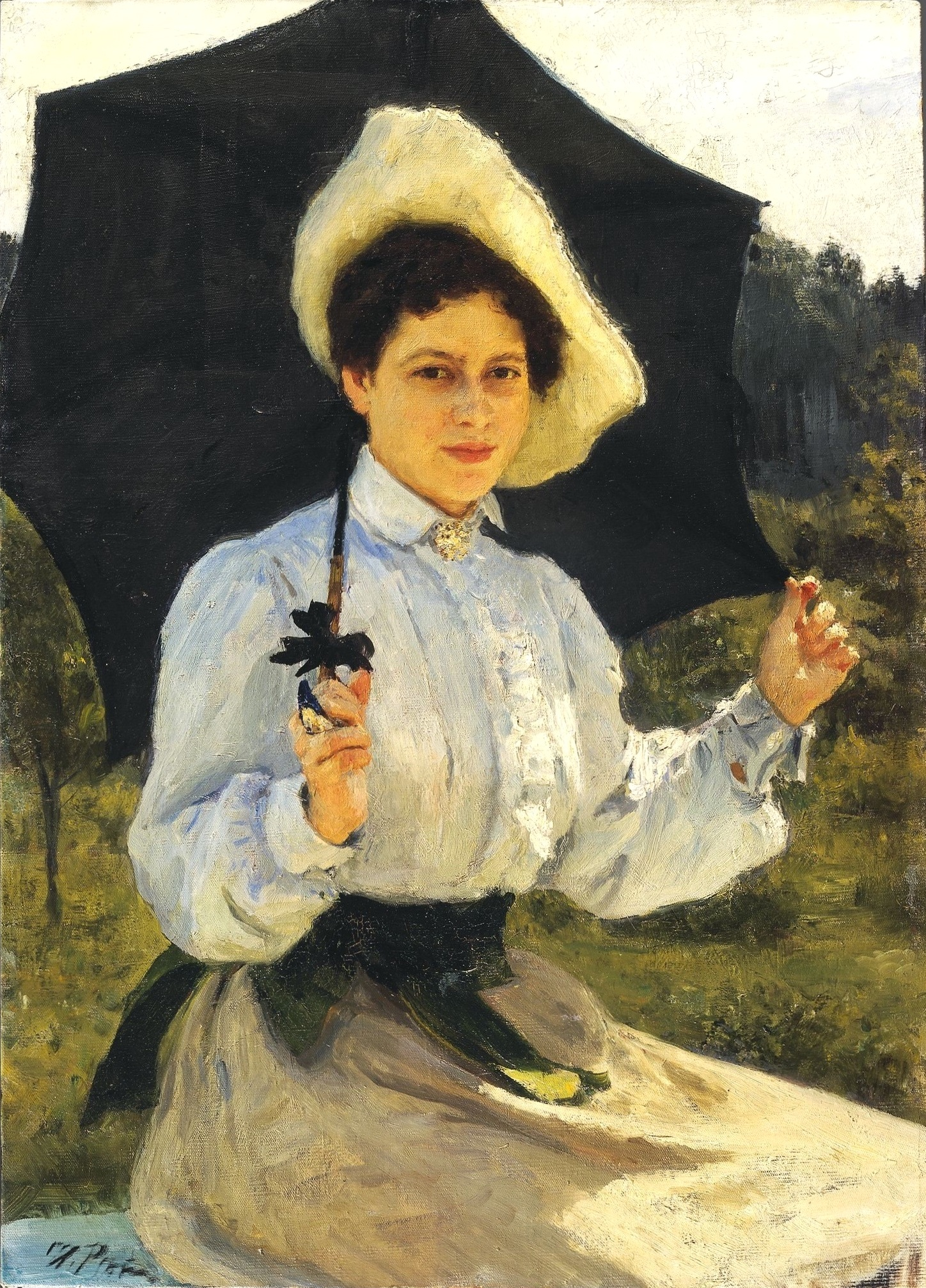
『パーヴェル・トレチャコフの肖像』
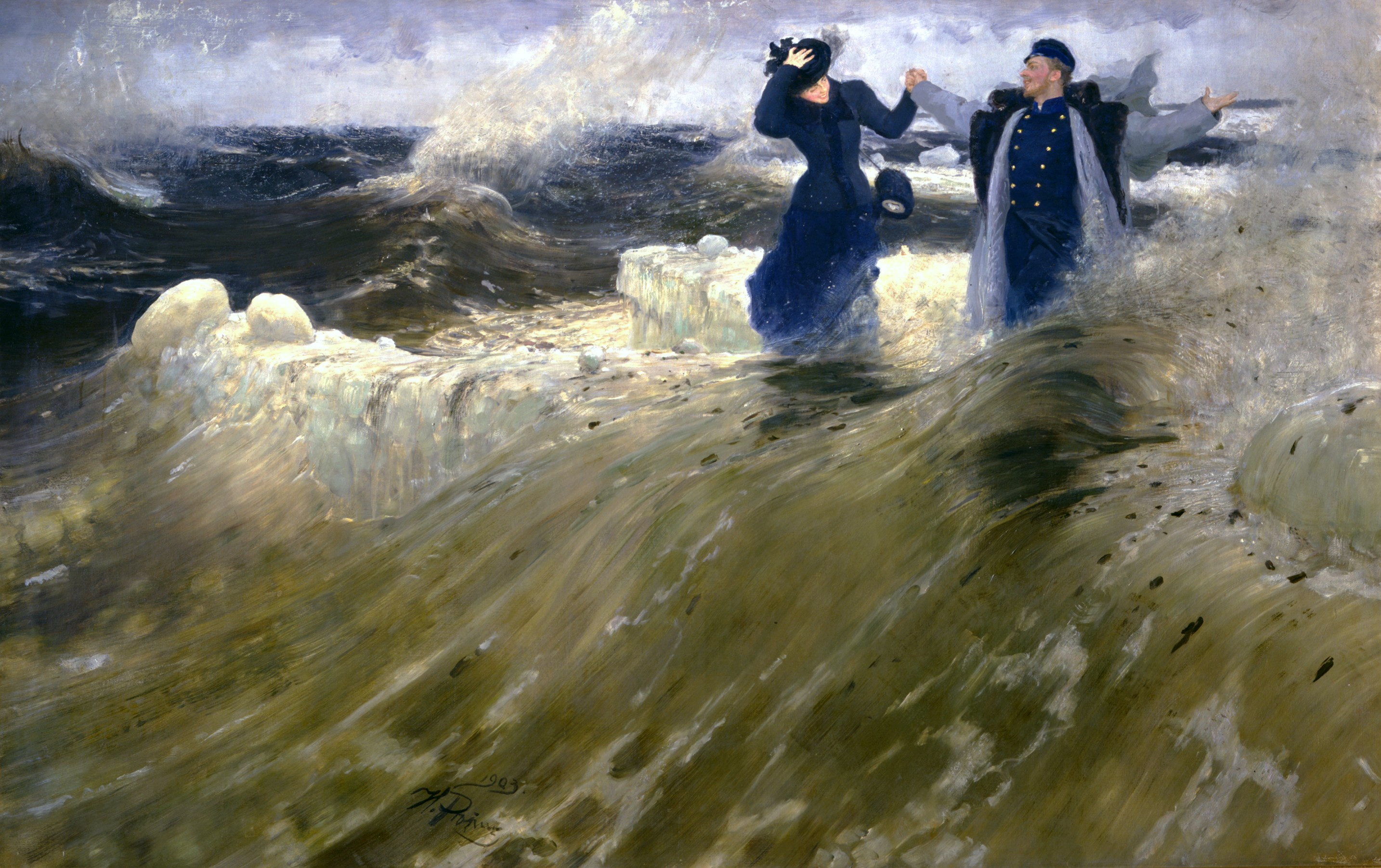
『何という広がりだ！』、1903年
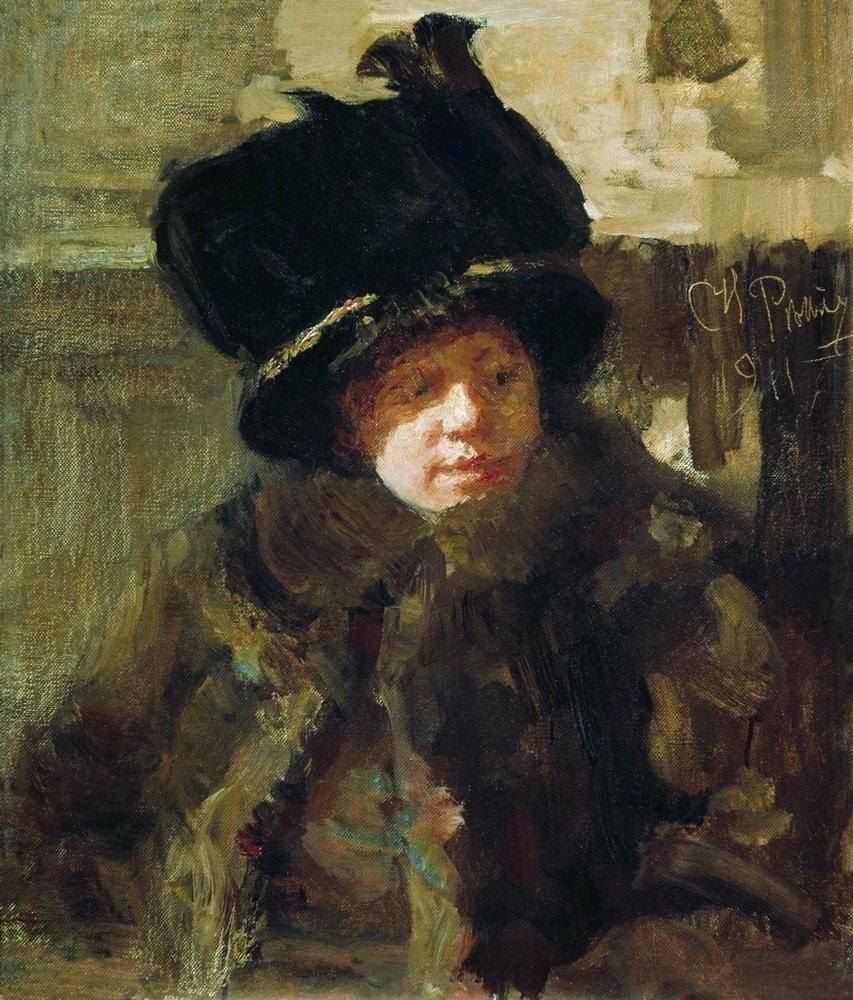
『女流作家ナタリア・ノルドマン＝セベロバヤの肖像』、1911年
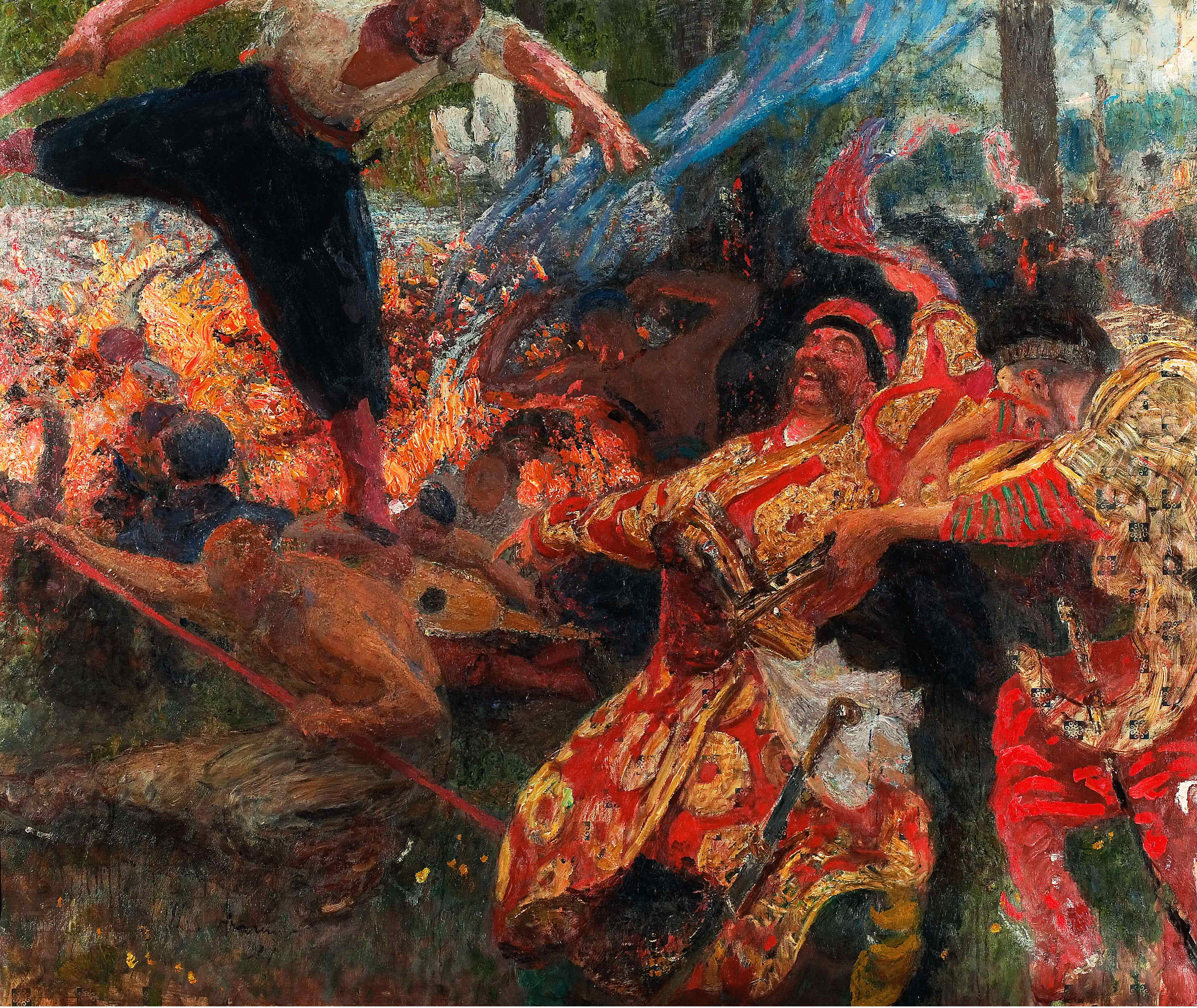
「ホパーク」（1927年、最後の作品）

## 家族や友人

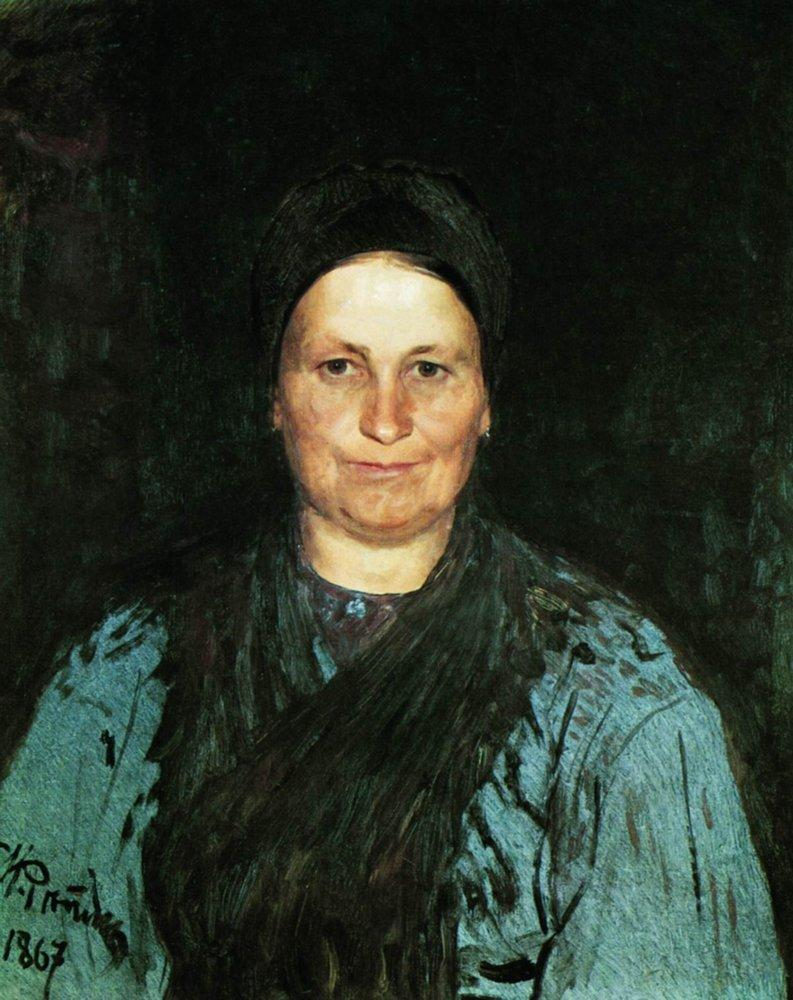
『Портрет Татьяны Степановны Репиной, матери художника』。母の肖像画。

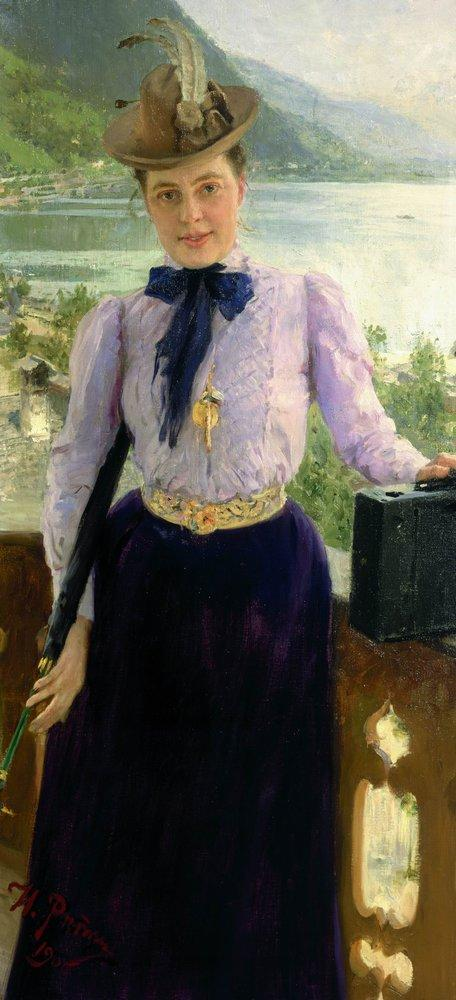
後妻『Нордман, Наталья Борисовна の肖像画』（イリヤ・レーピン作、1900）。

気の置けない友人や家族を数多く描くが、この際に印象派、外光派風で書くことがある。
妻
- Вера Шевцова (1872—1887; 離婚)
- Нордман, Наталья Борисовна（ロシア語版） (1900—1914; 死別)

子
- Репин, Юрий Ильич（ロシア語版）（1877年- 1954年8月9日） - 移動派の画家となる。

他、3子。

## 評伝
- Fan Parker and Stephen Jan Parker, Russia on Canvas: Ilya Repin (University Park-London: Pennsylvania State UP, 1980). Repeats the standard Soviet interpretation of Repin's life and work.
- Grigory Sternin and others, Ilya Repin: Painting Graphic Arts (Leningrad: Aurora, 1985). Standard Soviet treatment, but well illustrated.
- Elizabeth Kridl Valkenier, Ilya Repin and the World of Russian Art (New York: Columbia UP, 1990). Critical non-Soviet treatment with much fresh information, but geared primarily toward academics.

## 日本語文献
- イリヤー・レーピン『ヴォルガの舟ひき』 松下裕訳、中央公論社、1986年、中公文庫、1991年。各・抜粋編訳

画集
- 籾山昌夫『レーピンとロシア近代絵画の煌めき』 東京美術、2018年